# しずてつジャストライン相良営業所

しずてつジャストライン相良営業所 車庫

しずてつジャストライン相良営業所（さがらえいぎょうしょ）は、静鉄グループのバス会社であるしずてつジャストラインの事業所の一つであり、静岡県榛南地域、島田市を主に管轄する。ペットマークはカモメ。

## 概説
- 藤相鉄道の乗合自動車事業を源流とし、静岡鉄道自動車部の相良営業区、相良営業所を経て、2002年（平成14年）にバス事業の分社化によって誕生した営業所である。
- 静岡鉄道駿遠線を代行バスとして引き継いだ為、相良営業所及び榛原町（現 静波海岸入口・榛原車庫）ではバス路線転換後も国鉄連絡運輸が継続され、硬券切符の出札を行っていた。（廃止時期不詳）
- かつては清水と御前崎を結ぶ「海岸本線」や、静岡鉄道駿遠線を継承した「藤枝御前崎線」等を担っていたが、それらを吸収し発展した「特急静岡相良線」が基幹路線となっている。
- 相良営業所以外に榛原車庫（静波海岸入口）、御前崎車庫（御前崎海洋センター）、旧島田営業所から引き継いだ路線と島田市自主運行バスを担当する向谷（むくや）車庫を有する。
- 牧之原市の広報誌である「広報まきのはら」が営業所内で配布されている。
- 2020年（令和2年）10月に地震津波対策、事業継続計画（BCP）強化のため、牧之原市波津から内陸部の菅ヶ谷に新築移転した。

## 沿革
- 1911年（明治44年）11月 - 藤相鉄道が設立された。
- 1920年（大正9年）3月12日 - 相良自動車株式会社が相良 - 藤枝駅間の乗合自動車の営業を開始した。[1][2]
- 1922年（大正11年）7月4日 - 相良自動車が解散した。[3][4][5]
- 1924年（大正13年）
  - 時期不詳 - 輪栄舎が相良自動車を承継した。[6]
  - 12月4日 - 藤相鉄道が藤枝自動車商会の買収を皮切りに鉄道線防衛のために乗合自動車事業を開始した。[7]
- 1925年（大正14年）
  - 時期不詳 - 輪栄舎が相良金谷線、相良堀之内線を開設した。[8]
  - 8月 - 藤相鉄道が相良 - 御前崎間に免許を持つ地頭方自動車を買収した。
- 1926年（大正15年）9月15日 - 堀之内軌道運輸株式会社（現 菊川市）が相良 - 平田 - 堀之内駅間の運行を開始した。[9]
- 1928年（昭和3年）6月9日 - 藤相鉄道が輪栄舎から競合する藤枝駅-相良間の路線免許を買収した。[10][11][12][13]
- 1930年（昭和5年）
  - 6月19日 - 藤相鉄道が焼津駅 - 川崎間（のちの海岸本線、静岡御前崎線）に路線を持つ焼津自動車を買収した。
  - 10月23日 - 藤相鉄道が金谷駅 - 勝間田 - 川崎間に路線を持つ勝間田自動車を買収した。
- 1934年（昭和9年）[9]
  - 7月 - 藤相鉄道が島田駅 - 川崎間（のちの島田静波線）に路線を持つ川崎KY自動車商会を買収した。
  - 11月27日 - 藤相鉄道が駿南自動車を買収し、現在の静鉄グループの志太・榛原地区における乗合自動車事業の基盤が形成された。
- 1935年（昭和10年）[14]
  - 4月27日 - 静岡 - 焼津間（のちの海岸本線、静岡焼津線）の路線免許を競願していた藤相鉄道と静岡電気鉄道が、共同出資によって駿遠自動車を設立。
  - 5月10日 - 藤相鉄道が軌道営業を廃止した堀之内軌道運輸の路線を承継した。
- 1937年（昭和12年）4月10日 - 駿遠自動車が静岡自動車を統合し、静岡乗合自動車に改称した。[15]
- 1943年（昭和18年）
  - 5月15日 - 静岡電気鉄道、藤相鉄道、中遠鉄道、静岡乗合自動車、静岡交通自動車の5社の戦時統合によって静岡鉄道が設立された。[16][17]
  - 10月21日 - 野村自動車（輪栄舎）が静岡鉄道に統合された。
- 1946年（昭和21年）6月20日 - 静岡鉄道が静岡清水線の運動場前駅（当時）から国鉄静岡駅南口、旧石部隧道、焼津を経由して駿遠線相川駅（大井川）に接続する新規鉄道路線「焼津延長線」（仮称）を申請した。（1950年（昭和25年）12月23日認可）
- 1947年（昭和22年）1月18日 - 榛原郡町村会長（大井川鉄道延長期成同盟会会長）から大井川鉄道、運輸大臣、静岡県知事に対し大井川本線の榛南地域への路線延長（金谷 - 御前崎間）の陳情書が提出された。また、運輸大臣、県知事に対しての陳情書には過渡的措置として省営バス（国鉄バス）の運行が追加されていた。これを受け、大井川鉄道が従来の営業エリアから榛南方面への路線網の拡大を計画し、静岡鉄道との競願となっていった。[18]
- 1948年（昭和23年）- 静岡鉄道が増資を行い市外の路線の復興のために組織を整備し、自動車部藤枝営業所を開設した。[19][20]同年「萩間線」（金谷 - 御前崎間）の運行を開始し、御前崎（現在の御前崎海洋センター）に車庫が開設された。
- 1950年（昭和25年）4月 - 藤枝 - 相良間、島田 - 相良間を再開、静岡 - 相良間の運転を開始し、住吉に車庫が開設された。[21][注 1]
- 1951年（昭和26年）
  - 7月1日 - 藤枝営業所相良営業区が新町（新丁 榛原郡相良町波津714 現 牧之原市商工会 駐車場付近）に開設された。[22][23]
  - 7月15日 - 静岡 - 相良間を御前崎まで延伸した「海岸本線(静岡御前崎線)」が開設された。[19][24]
- 1952年（昭和27年）4月30日 -「海岸本線」が清水まで延伸し、清水 - 御前崎間の直通運行が実現した。[19][24]
- 1958年（昭和33年）
  - 6月1日 - 機構改正により、相良営業区から自動車部相良営業所となった。[24]
  - 6月5日 - 大井川鉄道との競願交渉が決着し「菊川・榛原線」「牧の原線」など7路線が認可され運行を開始した。[24][25]「菊川・榛原線」が静波駅前への乗入れを開始し、程なくして静波駅前（静波1391-8 現 榛原郵便局付近）に相良営業所榛原支所（車庫）が開設された。[26][27][23]
- 1959年（昭和34年）の路線図では、相良停留所は新町（新丁）通りの現在の布施書店隣、静岡銀行相良支店入口付近（輪栄舎自動車の車庫が所在した場所）に設置されており、御前崎方面への路線はここから通称銀座通りを南下して旧街道沿いを運行していた。[28][29]
- 1961年（昭和36年）3月1日 - 榛原支所（車庫）が静波西5丁目（榛原町静波2494番地 現 静波郵便局付近）[23][30][31]に移転し、榛原町駅前停留所が榛原車庫前となった。[32][33]
- 1963年（昭和38年）7月6日 - 海水浴シーズンに静岡鉄道の直営で「静鉄海の家」が静波海水浴場に開設され、[34]これに合わせて新静岡 - 静波海水浴場間に季節運行、座席指定の直行路線「静波海水浴場線」が開設されると共に、[35]以降は「初倉線」「勝間田線」「菊川・榛原線」の一部の便が、榛原車庫前から静波海水浴場まで季節運行で乗り入れを開始した。[36]
- 1967年（昭和42年）
  - 4月24日 - 静岡鉄道が地元資本との共同出資で御前崎観光開発株式会社（のちの株式会社御前崎サンホテル）を設立。以降の静波海岸、相良海岸を含めた榛南地域における同社の観光開発の礎となった。[37]
  - 7月15日 - 静岡鉄道の直営で御前崎灯台下にレステル御前崎が開業し、静岡市内の営業所の管轄で座席指定特急バス「レステル御前崎線」が開設された。[38]
- 1968年（昭和43年）
  - 2月16日 -「初倉線」「榛原御前崎線」「勝間田線」「萩間線」「坂部線」で整理券方式を開始した。[39][40]
  - 4月26日 - レステル御前崎に隣接してホテル御前崎（のちの御前崎サンホテル）が開業した。[38][41]
  - 7月 - 御前崎めぐり定期観光バスの季節運行を開始した。[38]
  - 8月21日 - 駿遠線の大井川 - 堀野新田区間が廃止され、鉄道代行バスの運行を開始。自動車相良営業所は代行バス等の車両の増大に対応するため新相良駅跡地（榛原郡相良町波津603-5 のちに地番変更により波津2-1）に移転した。[42]なお、相良駅跡地（相良町大江）は翌69年5月には静岡鉄道不動産部によって40区画の宅地に分譲された。[43]
- 1969年（昭和44年）3月16日 - 御前崎めぐり定期観光バスが季節運行から通年運行となった。[37][38]
- 1970年（昭和45年）
  - 4月23日 - 相良営業所が竣工した。[37] 敷地北西側には整備場等、敷地南側には1階にバスホームと事務所及び出札窓口、食堂及び休憩室、2階に女子寮を併設した営業所社屋が完成し、[44]以降は相良バスターミナルという呼称が定着して行った。[45]
  - レステル御前崎とホテル御前崎の増改築を行い収容人数130名に増強を図り「急行海岸本線」がホテル御前崎まで延伸した。[46]
- 1971年（昭和46年）- 相良営業所に接して南北に都市計画道路井原・浜丁線（現・国道473号）が開通し、営業所から御前崎方面の国道150号までの運行経路が変更された。なお、菅山経由の金谷駅、菊川駅方面に向かう路線は、営業所から一旦静岡方面に向かい、従来通り栄町、大原の旧街道を経由した。
- 1972年（昭和47年）7月7日 - 相良営業所榛原支所が駿遠線の榛原町駅跡地に移転し榛原営業所が開設された。出札窓口を併設した営業所社屋、給油施設等が整備され、以降は榛原バスターミナルと呼ばれた。[37][47][48]なお、車両運用上は相良営業所の支所（車庫）であり、配置車両の所属は相良営業所であった。
- 1974年（昭和49年）4月26日 - レステル御前崎ならびにホテル御前崎を大幅に改築、増床した御前崎サンホテルの開業に合わせて「特急静岡御前崎線」の運行が開始された。[37][46][49]
- 1984年（昭和59年）9月16日 - 観光需要への対応を強化するため榛南地区貸切バス販売センターを新設した。[50]
- 1986年（昭和61年）4月25日 - 静鉄グループに静波リゾート開発株式会社が設立され、同年7月12日に複合リゾート施設「静波リゾート スウィングビーチ」が開業した。[37][46][51]
- 1991年（平成3年）11月25日 - 静鉄グループと東急不動産の共同事業により静波リゾートスウィングビーチの施設内に東急ハーヴェストクラブ静波海岸が開業した。[46][51]
- 1992年（平成4年）3月以降、営業所管内の主要停留所に「サイクルアンドバスライドシステム」として自転車駐輪場が整備された。[52]
- 1990年代末期～2000年代前半 時期不詳 榛原営業所が廃止され榛原支所となった。
- 2001年（平成13年）4月頃 時期不詳 - 藤枝営業所島田支所が廃止され、島田市向谷に車庫が整備された。
- 2002年（平成14年）10月1日 - バス事業の分社化により、静岡鉄道自動車部相良営業所からしずてつジャストライン相良営業所として営業を開始した。
- 2003年（平成15年）4月1日 - 相良営業所が受託する島田市自主運行バスが運行を開始した。
- 2005年（平成17年）10月 - 榛原町と相良町の合併を機に榛原支所の停留所名が榛原町から静波海岸入口となった。
- 2008年（平成20年）9月1日 -「静岡成田空港線」の開設を皮切りに、県外高速路線を担当するようになった。
- 2009年（平成21年）
  - 3月 - 榛原支所（榛原車庫・静波海岸入口）社屋が建て替えられた。
  - 6月4日 - 富士山静岡空港の開港に伴い、空港リムジンバスの運行を開始した。
- 2016年（平成28年）12月16日 - 東急トランセとの共同運行で「相良渋谷線（渋谷ライナー）」の営業運行を開始した。
- 2020年（令和2年）
  - 10月12日 - 相良営業所が牧之原市波津から菅ヶ谷に移転することが発表された。[53]
  - 10月25日 - 新営業所に移転。移転後は一部路線にて新営業所までの路線延長などが行われる一方、これに伴い旧相良営業所は「相良局前」という名称に変更となり、自転車置場等の施設が封鎖され、相良局前停留所として乗降場所の役割のみに変更された。
- 2022年（令和4年）4月1日 - 国道473号波津1丁目交差点付近の渋滞対策として、バスカットの無い相良局前停留所が廃止され、自主運行バス「萩間線」「相良御前崎線」「相良浜岡線」の起終点として新たに相良本通停留所が開設された。また、相良高校入口停留所が相良本通に名称変更の上「特急静岡相良線」「藤枝相良線」高速バス「相良渋谷線」の停車停留所となった。[54][55]

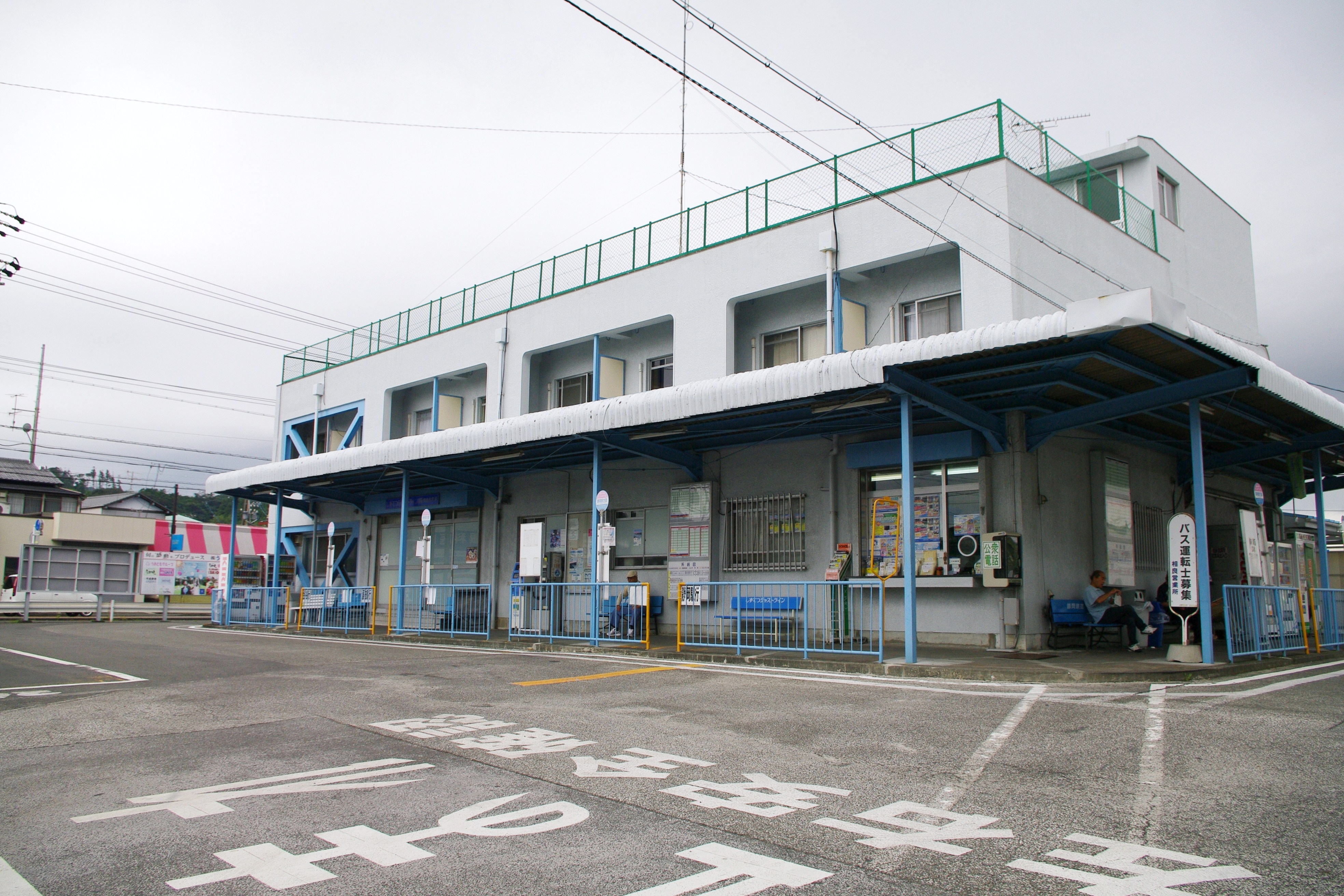
旧相良営業所バスターミナル
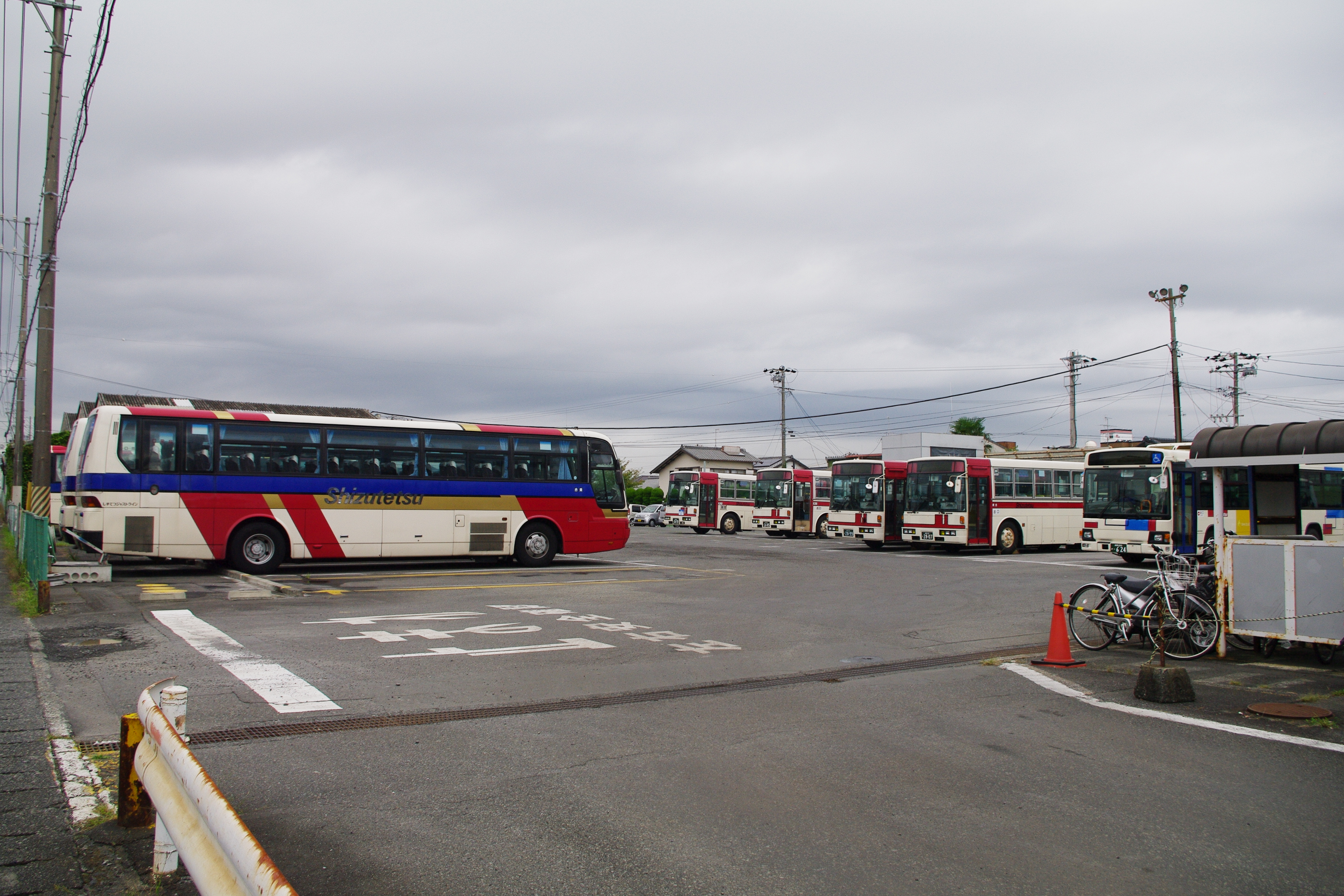
旧相良営業所構内

## 現在の所管路線（一般路線バス）

### 特急静岡相良線
- 運行系統及び停車停留所
  - 新静岡 - 静岡駅前 - 静岡IC入口 - 東名焼津西 - 東名大井川 - 吉田IC入口 - 片岡北吉田特別支援学校 - 吉田町役場 - 根松牧之原警察署入口 -（榛原総合病院）- 静波海岸入口 - 相良本通(旧相良高校入口) - 大沢公園 - 相良営業所（101）- 浜岡営業所
  - 吉田IC入口 - 片岡北吉田特別支援学校 - 吉田町役場 - 根松牧之原警察署入口 - 静波海岸入口 - 相良本通(旧相良高校入口)  - 大沢公園 - 相良営業所（103）
- 概説
  - 浜岡営業所、鳥坂営業所、丸子営業所との共管である。
  - 日中は榛原総合病院を経由し、20分間隔のパターンダイヤで運行される。朝のラッシュ時の上り（静岡方面）は6分間隔で運行され、16時以降も増発される。
  - 東名高速道路を経由するため観光・高速タイプの車両が使用されるがトイレは装備していない。観光バスからの転用車や静岡相良線専用の日野・セレガ、三菱ふそう・エアロエースなどの新車を導入している。
  - 高速道路を走行する路線の特性上、高速道路に入るときにはシートベルト着用のアナウンスが流れる。
  - 吉田町からの通勤・通学利用が多く、朝や週末などは特に利用客が多い。
  - 系統番号は相良営業所方面のみ与えられている。
  - 平日日中は、日本平線と直通運転が行われている。(※現在、新型コロナウイルス感染症に伴う特別ダイヤでは運行されていない。)

### 富士山静岡空港静岡線
- 運行系統及び停車停留所
  - 新静岡 - 静岡駅前 - 静岡IC入口 - 東名焼津西 - 東名大井川 - 吉田IC入口 - 井口堺 - 富士山静岡空港
- 概説
  - 系統番号はない。
  - 県の補助により空港開港当初に比べ本数が増え、静岡空港への利便性が向上した。
  - 特急静岡相良線と車両を共用している他、特急静岡相良線同様に浜岡営業所、鳥坂営業所、丸子営業所との共管である。
  - 開通当初は清水港までの直通便が設定されていたが、現在は削除されている。
  - 2019年(平成31年)3月31日のダイヤ改正で、丸子営業所が担当営業所に加わった。これにより相良から車両が移籍した。
  - 2020年(令和2年)7月1日 10%の運賃値上げが実施された。

### 日本平線
- 運行系統及び主要停留所
  - 新静岡 - 静岡駅前 - 東静岡駅南口 - 動物園入口 - 日本平動物園 - 英和学院大学池田山団地 - 舞台芸術公園 - 遊木の森入口 - 日本平ロープウェイ（42）
- 概説
  - 平日日中は相良営業所 - 新静岡バスターミナル - 日本平ロープウェイを直通運行している。
  - この路線は小鹿営業所・浜岡営業所・唐瀬営業所との共管である。
  - 2019年10月末の特急静岡相良線・富士山静岡空港静岡線ダイヤ改定により、それまで設定されていた特急車両の間合い運行は廃止され、日本平ロープウェイ行の直通運転のみとなった。

### 日本平球技場線（Jリーグシャトル）
- 運行系統
  - 静岡駅前 -《直行》- 日本平スタジアム
- 概説
  - 系統番号はない。
  - 日本平スタジアムでの清水エスパルスの試合開催日に運行される。
  - 特急静岡相良線の予備車で運行される。

### 藤枝相良線
- 運行系統及び主要停留所
  - 藤枝駅南口 - 高洲 - 清流館高校入口 - 富士見橋 - 遠州神戸（えんしゅうかんど）- 片岡北吉田特別支援学校 - 吉田町役場 - 榛原総合病院 - 榛原高校入口 - 静波二丁目 - 静波海岸入口 - 鹿島 - 久保柄 - 片浜 - 坂井 - 相良本通（旧相良高校入口）- 相良営業所
- 概説
  - 1990年代末期に「藤枝御前崎線」が藤枝駅南口 - 御前崎サンホテル間から相良営業所間に区間を縮小したことに伴い誕生した路線である。
  - 現路線に変更後も、相良営業所以西から県立榛原高等学校への通学のアクセス確保のために朝夕は暫く御前崎発着の便が設定されていたが、スクールバスの運行開始により廃止された。
  - 本路線は事業者単独では維持が困難なため、国（地域間幹線系統確保維持費国庫補助金）・県（バス運行対策費補助金）及び沿線自治体である藤枝市（藤枝市地域間幹線系統確保補助金）・吉田町（吉田町地域間幹線系統確保維持費補助金）・牧之原市（牧之原市地域間幹線系統確保維持費補助金）の補助を受けて運行している。
  - 榛原総合病院までの通院、藤枝駅を利用した通勤、沿線の高校への通学手段としての利用者が多く、2020年度現在で市町をまたいだ広域的な移動割合が49.1%となっている。[56]
  - 基本は1時間間隔で運行するが、朝夕は増発される。
  - しずてつジャストラインの運行する藤枝駅発着路線で、この路線のみ南口より発着する（藤枝駅を発着する他の路線は北口より発着する。以前はこの路線も北口発であった。）
  - 停留所には静岡鉄道駿遠線の駅名がそのまま継承されているものもある。（例：高洲、遠州神戸、片浜、太田浜など）
  - ルートは静岡鉄道駿遠線や旧国道に沿っているが、新道路の開通で静波海岸入口付近の一部ルートが変更された。
- 沿革
  - 1999年（平成11年）4月1日 - 「藤枝御前崎線」の相良営業所 - 御前崎サンホテル区間が廃止され、「特急静岡御前崎線」の相良営業所 - 御前崎サンホテル区間を各駅停車にすることで吸収統合された。これにより路線名が「藤枝相良線」に変更された。また、平日の日中を榛原総合病院経由とし、病院へのアクセスを向上させた。以降は沿線の高校が徐々にスクールバスの導入を進め通学需要が減少したため、朝夕の時間帯の本数が著しく減少していった。
  - 2004年（平成16年）10月1日 - 県道235号の新道付け替えに伴い榛原高校入口 - 榛原町区間の経路が変更され、静波三丁目および静波四丁目停留所が移転した。

### 島田静波線
- 運行系統及び主要停留所
  - 島田駅前 - 島田七丁目 - 吉田IC入口 - 片岡北 吉田特別支援学校 - 住吉 - 榛原総合病院入口 - 細江 - 静波海岸入口
  - 島田市立総合医療センター - 島田駅前 - 島田七丁目 - 吉田IC入口 - 片岡北 吉田特別支援学校 - 住吉 - 榛原総合病院 - 細江 - 静波海岸入口（平日の日中運行）
- 概説
  - 戦後に静岡鉄道が開設した、島田 - 相良間を初倉を経由して結ぶ「谷口線」をルーツとし、同様に初倉を経由して金谷 - 相良間を結ぶ「初倉線」と共に1950年代後半に系統が整理されて「初倉線」となり、2010年代初頭に現在の路線名に変更された。
  - 島田営業所との共管路線であったが、運行本数の減少と営業所の統廃合により現在は相良営業所のみの管轄路線となっている。
  - 本路線は事業者単独では維持が困難なため、国（地域間幹線系統確保維持費国庫補助金）・県（バス運行対策費補助金）及び沿線自治体である島田市（島田市地域間幹線系統確保維持費補助金）・牧之原市（牧之原市地域間幹線系統確保維持費補助金）の補助を受けて運行している。
  - 榛原総合病院、島田市立総合医療センターまでの通院、島田駅を利用した通勤、高校への通学手段として利用者が多く、2020年度現在で市町をまたいだ広域的な移動割合が島田市民病院－静波海岸入口系統で49.9%、島田駅－静波海岸入口系統で59.8%となっている。[56]
  - 基本的には1時間間隔で運行するが、朝夕は増発される。
  - 榛南地区でのルートは旧榛原町では「藤枝相良線」に同じ、吉田町では住吉経由となる。
  - 土日祝日は全便島田駅発着となる。
- 沿革
  - 1924年（大正13年）
    - 12月1日 - 大井自動車が金谷 - 住吉間の路線を開業した。[57]
      - 金谷 - 初倉 - 住吉

    - 12月28日 - のちの川崎KY自動車商会が島田 - 静波間の路線を開業した。[58]
      - 島田 - 初倉 - 住吉 - 静波

  - 1925年（大正14年）2月5日 - 大井自動車が金谷 - 川崎間に営業路線を延伸した。[57]
    - 金谷 - 初倉 - 住吉 - 川崎

  - 1928年（昭和3年）- 時刻表では「川崎島田驛間乗合自動車」が1日8往復となっている。[59]
    - 島田 - 川崎

  - 1932年（昭和7年）1月27日 - 川崎KY自動車商会が六合村御請 - 大洲村善佐衛門間に支線（のちの細島線）を開設した。
  - 1934年（昭和9年）7月 - 藤相鉄道が川崎KY自動車商会を買収し、島田 - 川崎間の路線を継承した。[9][60]同年12月1日改正の時刻表では「川崎島田間」と大井自動車の「初倉経由川崎金谷間」が、どちらも1日10往復の運行であった。[10][12]
    - 島田 - 初倉 - 住吉 - 川崎
    - 金谷 - 初倉 - 住吉 - 川崎

  - 1950年（昭和25年）4月 - 静岡鉄道が島田 - 相良間の営業運行を再開した。[19][61]
  - 1953年（昭和28年）9月の時刻表では、金谷 - 相良間には3つの系統があったことから、それぞれの経由地名で「初倉線」「勝間田線」「萩間線」という路線名がつけられていた。また、色尾 - 相良を重複区間として金谷系統の「初倉線」に対して大井川の谷口橋（やぐちばし）を経由し島田駅を結ぶ系統を「谷口線」として、「初倉線」と共にひとつの時刻表にまとめられていた。[62][63][64]
    - 谷口線   ：島田駅 - 谷口橋 - 色尾 - 住吉 - 川崎 - 相良
    - 初倉線   ：金谷駅 - 湯日 - 色尾 - 住吉 - 川崎 - 相良
    - 勝間田線：金谷駅 - 猪土井 - 勝間田 - 川崎 - 相良
    - 萩間線   ：金谷駅 - 猪土井 - 大沢原 - 萩間 - 相良 - 御前崎

  - 1957年（昭和32年）コンクリート永久橋の谷口橋が完成した。
  - 1958年（昭和33年）6月15日 - 色尾 - 相良間が重複する「谷口線」と「初倉線」は、谷口橋を経由して島田駅に至る「初倉線」として統合し、それまで「初倉線」であった金谷駅 - 色尾間は、谷口橋を経由して島田駅に至る「湯日線」として分離された。また、複数の路線が重複していた榛原 - 相良間は朝昼各1往復、晩1往復の4往復のみの運行で、他は鹿島発着となっている。[65]
    - 初倉線：島田駅 - 谷口橋 - 色尾 - 神戸 - 片岡 - 川尻 - 住吉 - 根松 - 榛原町駅前 - 鹿島 - 相良
    - 湯日線：島田駅 - 谷口橋 - 色尾 - 湯日 - 鎌塚 - 金谷駅

  - 1959年（昭和34年）10月現在の時刻表では、榛原支所（静波車庫）の開設に伴い上り最終便に静波車庫送り込みを兼ねた相良発住吉止まり、折り返し住吉発静波駅前止まりの区間便が存在している。また、榛原町駅前 - 相良間は朝晩の2往復に減便されている。[28]
    - 島田駅 - 谷口橋 - 色尾 - 神戸 - 片岡 - 川尻 - 住吉 - 根松 -（ - 静波駅前 - ）- 榛原町駅前 - 鹿島 - 相良

  - 1961年（昭和36年）3月1日 - 榛原支所の移転に伴い榛原車庫前が主な起終点となり、静波駅前系統が廃止された。[32][33]
  - 1963年（昭和38年）7月 -「静鉄海の家」の開設にあわせ一部の便が季節運行で静波海水浴場への乗り入れを開始した。[34][36]
    - 島田駅 - 谷口橋 - 色尾 - 神戸 - 片岡 - 川尻 - 住吉 - 根松 - 静波二丁目 - 榛原車庫前（- 静波海水浴場）

  - 1972年（昭和47年）榛原営業所（バスターミナル）の開設に伴い、従前の榛原車庫前 - 鹿島間が「藤枝御前崎線」の各駅停車に統合され、島田駅 - 榛原町間に路線が縮小された。[47]
    - 島田駅 - 谷口橋 - 色尾 - 神戸 - 片岡 - 川尻 - 住吉 - 根松 - 静波二丁目 - 榛原町

  - 1980年代末期～1990年代初頭 時期不詳「初倉線」が島田営業所との共管から相良営業所（榛原営業所）のみの管轄となった。
  - 1998年（平成10年）6月 - 事業者単独で維持できない不採算路線として「乗合バス不採算路線計画」に盛り込まれ、路線維持策について沿線市町と協議を重ねた。[66]
  - 1999年（平成11）4月 - 沿線市町との路線維持方策の協議の結果、公共施設や病院へのアクセス向上や接続を見直すダイヤ改正が行われ、平日日中のみ榛原総合病院経由を開設し、島田市民病院まで延伸した。また、島田市内の路線が藤枝営業所島田支所から相良営業所の管轄に替わる移行期であったため、日中は下片岡止まりとして島田市内の仕業に戻る区間便も存在した。
    - 島田市民病院 - 島田駅前 - 島田七丁目 - 吉田IC入口 - 吉田高校前 - 片岡 - 川尻 - 下片岡 - 住吉 - 榛原総合病院 - 細江 - 榛原町
    - 島田駅前 - 島田七丁目 - 吉田IC入口 - 吉田高校前 - 片岡 - 川尻 - 下片岡 - 住吉 - 榛原総合病院入口 - 細江 - 榛原町

  - 2004年（平成16年）10月1日 - 県道235号の新道付け替えに伴い榛原高校入口 - 榛原町区間の経路が変更され、静波三丁目および静波四丁目停留所が移転した。
  - 2011年（平成23年）3月27日 - 路線名を「初倉線」から「島田静波線」に改名した。
  - 2015年（平成27年）10月1日 - 旭町 - 谷口橋間の運行経路を島田市道（道悦旭町線）経由に変更した。これに伴い道悦島、旭町公民館前停留所が移転、道悦三丁目、島田第五小学校停留所が新設され、高島停留所が廃止された。
  - 2021年（令和3年）5月2日 - 市立島田病院の名称変更に伴い「島田市民病院」停留所が「島田市立総合医療センター」となった。

### 金谷島田病院線
- 運行系統及び主要停留所
  - 金谷駅前 - 金谷本町 - 新金谷入口 - 東町 - 大井川公園前 - 島田駅前 - 大津通り - 島田市立総合医療センター
- 概説
  - 1986年（昭和61年）4月26日に六合駅が開業し「中部国道線B」の島田駅 - 藤枝駅間の利用が島田工業高校の通学需要を始めとして著しく減少した一方、1988年（昭和63年）3月には島田市民病院の増築工事が完了し、診療科の新規開設や病床の200床以上の増加により同病院への通院需要の増加が見込まれた。このため「中部国道線B」の島田ー藤枝間の一部を「大津線」の島田市民病院系統と結合し、金谷駅ー島田市民病院間に転換し「金谷島田病院線」とすることで、金谷地区や島田駅以西からの同病院へのアクセス向上が図られた。
  - 開設当初は島田営業所の管轄であったが、後に相良営業所に移管された路線である。
  - 平日のみの運行の通院路線である。
  - 島田駅・医療センター方面行の最終便は島田駅止。金谷駅前方面行の始発便は東町発、最終便は島田駅発稲荷町止。
  - 本路線は事業者単独では維持が困難なため、島田市の補助（島田市バス路線維持費補助金）を受けて運行している。
- 沿革
  - 1990年（平成2年）8月 - 同月現在の路線図では次の経路を運行していた。[67]
    - 金谷駅前 - 金谷本町 - 新金谷入口 - 東町 - 大井川公園前 - 島田駅前 - 大津通り - 島田市民病院

  - 1993年（平成5年）1月 - 同月現在の時刻表では「中部国道線・金谷島田病院線」としてひとつに纏められており、朝8時台と17時台が各1往復、9時から16時台が毎時2往復確保されていた一方で、路線開設前には日中毎時4～5本の頻繁ダイヤであった「大津線」は、朝晩のみの島田駅 - 島田市民病院区間のみの運行となっていた。[68][69][70]
  - 1998年（平成10年）-「中部国道線B」が事業者単独で維持できない不採算路線として「乗合バス不採算路線計画」に盛り込まれ、路線維持策について沿線自治体と協議を重ねた。[66]
  - 1999年（平成11年）4月 - 沿線市町との協議の結果、公共施設や病院へのアクセス向上や接続を見直すダイヤ改正が行われた。この結果「中部国道線B」の金谷駅 - 島田駅間は廃止され、金谷駅 - 島田駅間は完全に「金谷島田病院線」に分離された。また、島田駅 - 島田市民病院区間には「初倉線」と「湯日線」が乗り入れを開始した。なお、この時点では「金谷島田病院線」は黒字路線であった。
  - 2007年（平成19年）4月1日 - 利用者減少により島田市による欠損補助路線となった。
  - 2017年（平成29年）3月26日 - ダイヤ改正により平日のみの運行となった。
  - 2021年（令和3年）5月2日 - 市立島田市民病院の名称変更に伴い「島田市民病院」停留所が「島田市立総合医療センター」となった。

### 富士山静岡空港島田線
- 運行系統
  - 島田駅南口 -《直行》- 富士山静岡空港
- 概説
  - 富士山静岡空港の開港に伴い、2009年6月4日から運行を開始した。
  - 運行開始当初は西久保営業所から転属した専用のノンステップバスが運行を担当し、岡部営業所との共管だった。

## 自主運行路線

### 萩間線
- 運行系統及び主要停留所
  - 相良本通 - さがら子生れ温泉 - 東萩間 -（水呑）- 牧之原サービスエリア入口 - 牧之原小学校 - 矢崎工場前 - 牧之原公園前 - 金谷駅前（ - 金谷小学校）[71]
- 概説
  - 島田市、菊川市、牧之原市による共同自主運行バスである。
  - 平日は上り10便、下り11便、土日祝日は上り下り共に7便、平日の通学時間帯のみ金谷小学校発着、水呑経由便が存在する。
  - 中原、矢崎工場前、六本松は牧之原市デマンド型乗合タクシーまきのはら号の特定施設に指定されている。
- 沿革
  - 1925年（大正14年）3月23日 - 輪栄舎が相良から萩間を経由して金谷を結ぶ「相良・金谷線」を開設した。[4][72][13]
    - 相良 - 萩間 - 金谷駅

  - 1928年（昭和3年）6月9日 - 藤相鉄道が鉄道線と競合する輪栄舎の路線を買収し、「相良・金谷線」のみが輪栄舎自動車（野村栄作）の路線となった。1日12往復が運行されていた。[13][12][59]
  - 1932年（昭和7年）12月1日 - 相良側の起終点が現在の牧之原市役所相良庁舎入口交差点付近から静岡銀行相良支店・中央駐車場入り口交差点付近に延伸した。[13]
  - 1943年（昭和18年）10月21日 - 静岡鉄道が野村自動車（輪栄舎自動車）を統合した。[73]
  - 1948年（昭和23年）静岡鉄道が金谷 - 御前崎間の運行を再開した。[21][74]
  - 1952年（昭和27年）の金谷駅発の時刻表では、相良行が1日5本に加え、朝晩１本づつ計2本の御前崎直通便が存在した。[62]
  - 1953年（昭和28年）の時刻表・路線図では次の運行経路であった。[64]
    - 御前崎 - 地頭方 - 相良 - 菅山入口 - 東萩間 - 金谷

  - 1958年（昭和33年）の時刻表では御前崎 - 相良間は「海岸本線」に整理され、相良 - 金谷駅前に区間が縮小されている。[65]
    - 相良 - 菅山入口 - 東萩間 - 大曲 - 大沢原 - 仁王辻 - 猪土居 - 金谷中学校前 - 金谷

  - 1967年（昭和42年）11月1日 - 布引原付近の矢崎総業榛原工業団地が全面操業を開始し矢崎工場経由の系統が誕生した。
  - 1975年（昭和50年）10月 -「菊川榛原線」の仁王辻 - 大久保間の区間運休（のちに廃止）に伴い、東萩間 - 大曲間が牧之原サービスエリア入口停留所を経由する経路に変更された。[75]
  - 1984年（昭和59年）の時刻表および路線図によると、次の２系統が存在した。[76][77]
    - 大沢原経由   ：相良営業所 - 菅山入口 - 東萩間 - 牧之原サービスエリア入口 - 大曲 - 八十原 - 大沢原 - 猪土居 -  牧之原公園前  - 金谷駅前
    - 矢崎工場経由：相良営業所 - 菅山入口 - 東萩間 - 牧之原サービスエリア入口 - 大曲 - 矢崎工場前 - 猪土居 - 牧之原公園前 - 金谷駅前

  - 1993年（平成5年）に開通した東名高速道路 相良牧之原インターチェンジ周辺の道路整備により、大沢原経由がさらに八十原経由と牧之原小学校経由に分離された。1994年（平成6年）7月の路線図では次の3系統が存在した。[78]
    - 矢崎工場経由：相良営業所 - 菅山入口 - 東萩間 - 牧之原サービスエリア入口 - 大曲 - 矢崎工場前 - 猪土居 - 牧之原公園前 - 金谷駅前
    - 八十原経由   ：相良営業所 - 菅山入口 - 東萩間 - 牧之原サービスエリア入口 - 大曲 - 八十原 - 仁王辻入口 - 大沢原 - 猪土居 -  牧之原公園前  - 金谷駅前
    - 牧小経由   ：相良営業所 - 菅山入口 - 東萩間 - 牧之原サービスエリア入口 - 大曲 - 牧之原小学校 - 仁王辻入口 - 大沢原 - 猪土居 -  牧之原公園前  - 金谷駅前

  - 1998年（平成10年）6月 事業者単独で維持できない不採算路線として「乗合バス不採算路線計画」に盛り込まれ、沿線市町が静岡鉄道から利用者減少による撤退の申し出を受けた。 これに伴い当時の金谷町、榛原町、相良町、菊川町が路線維持策について協議し、翌年度（平成11年度）より赤字補てんのための補助金を交付して路線を存続させることを決定した。特に金谷町、榛原町、相良町は通学需要（学校組合立牧之原小、金谷小）を担っていたことから存続の必要性が高いものと判断された。[66][79]
  - 1999年（平成11年）4月1日 - 金谷町、榛原町、相良町、菊川町共同での赤字補てんによる自主運行バスに移行した。また、藤枝営業所島田支所の管轄する島田市内の路線の一部を相良営業所が担当し、島田市内路線への送り込みを兼ねて「萩間線」の上りを運用し、午後に島田市内からの相良への入庫を兼ねて下りを運行するなど、運用の効率化が行われた。
  - 2004年（平成16年）4月1日 - 朝の区間便である大沢原発倉沢経由と八十原経由が廃止され、牧之原小学校・大沢原経由と矢崎工場経由の2系統となった。
  - 2011年（平成23年）より欠損補助方式から委託方式の自主運行バスに変更された。また、それまでの大沢原経由と矢崎工場経由の経路が変更され、牧之原小学校を経由して矢崎工場経由の経路に戻る牧之原小学校経由に統一された。[79]
    - 相良営業所 - 菅山入口 - 東萩間 - 牧之原サービスエリア入口 - 大曲 - 牧之原小学校 - 矢崎工場前 - 牧之原公園前 - 金谷駅前

  - 2020年（令和2年）4月1日 - 牧之原市水呑、大久保地域の牧之原小学校通学児童の利用を目的に水呑停留所が新設され、金谷小学校発着の通学系統に水呑経由が設定された。[80]

### 勝間田線
- 運行系統及び主要停留所
  - 静波海岸入口 - 榛原高校入口 - 榛原中学前 - 中 -  勝間学校前 - 猪土居 - 牧之原公園前 - 金谷駅（- 金谷小学校）[71]
  - 坂下 - 勝間学校前 - 中 - 榛原総合病院
- 概説
  - 島田市、牧之原市による共同自主運行バスである。
  - 平日5本・土休日3本の運行である。
  - 平日のみの運行で金谷小学校通学者のために同校着の便が朝1便、同発が午後1便設定されている。
  - 平日・開校日のみの運行で坂下発榛原総合病院行が設定されている。
- 沿革
  - 1924年（大正13年）7月15日 - 勝間田自動車によって静波 - 金谷間に路線が開設された。[81][82]
  - 1928年（昭和3年）には1日16往復が運行されていた。[59]
  - 1930年（昭和5年）12月 - 藤相鉄道が勝間田自動車を買収し路線免許を承継した。
  - 1934年（昭和9年）12月1日改正の藤相鉄道の時刻表では、「勝間田経由川崎金谷間」として1日11往復が運行されていた。また、大沢原から勝間田を経由して藤枝駅を結ぶ路線も存在していた。経路は次の通り。[7][10][12]
    - 川崎 - 勝間田 - 金谷駅
    - 大沢原 - 勝間田 - 坂部 - 神戸 - 藤枝駅

  - 1952年（昭和27年）戦後の時刻表では相良 - 金谷駅間のみとなっており、1日8便の内最終が川崎（榛原町）止まりとなっている。[62]
    - 相良 - 鹿島 - 川崎（榛原町）- 中 - 猪土居 - 金谷駅

  - 1955年（昭和30年）2月24日 - 運輸審議会に川崎町 - 勝間田間（のちの朝生経由）の免許が申請された。[83]
  - 1958年（昭和33年）
    - 6月15日 - 中経由（1日7往復）と朝生経由（1日4往復）の2系統となり、相良 - 鹿島間が廃止されている。
    - 12月5日 - 中経由の内、1日4往復が新たに榛原支所が開設された静波駅前を経由するようになった。[65]
      - 朝生経由  ：鹿島 - 榛原町駅前 - 庄内宮前 - 朝生橋 - 勝間 - 猪土居 - 金谷中学校前 - 金谷駅
      - 中経由     ：鹿島 - 榛原町駅前 - 静波二丁目 - 中 - 勝間 - 猪土居 - 金谷中学校前 - 金谷駅
      - 静波駅経由：鹿島 - 榛原町駅前 - 静波二丁目 - 静波駅 - 中 - 勝間 - 猪土居 - 金谷中学校前 - 金谷駅

  - 1961年（昭和36年）3月1日 - 榛原支所の移転に伴い榛原車庫前が起終点となり、静波駅経由が1日1往復に減便された。[32] [33]
  - 1963年（昭和38年）7月 - 静鉄海の家の開業にあわせて季節運行で榛原車庫から静波海水浴場まで乗り入れる系統が開設された。[34][36]
    - （静波海水浴場）- 榛原車庫前 - 金谷駅

  - 1984年（昭和59年）の時刻表、路線図では次の２系統が存在した。[76]
    - 中経由   ：榛原町 - 静波二丁目 - 榛原中学校前 - 中 -  勝間学校前 - 猪土居 - 牧之原公園前 - 金谷駅前
    - 朝生経由：榛原町 - 庄内宮前 - 朝生橋 - 勝間学校前 - 猪土居 - 牧之原公園前 - 金谷駅前

  - 1998年（平成10年）6月 - 事業者単独で維持できない不採算路線として「乗合バス不採算路線計画」に盛り込まれ、沿線自治体が静岡鉄道から利用者減少による撤退の申し出を受けた。[66] これに伴い当時の金谷町、榛原町、相良町、菊川町が路線維持策について協議し、翌年度（平成11年度）より赤字補てんのための補助金を交付して存続させることを決定した。特に金谷町、榛原町、相良町は通学需要（学校組合立牧之原小、金谷小）を担っていたことから存続の必要性が高いものと判断された。[79]
  - 1999年（平成11年）4月1日 - 金谷町、榛原町、相良町、菊川町共同での欠損補助による自主運行バスに移行した。
  - 2004年（平成16年）4月1日 - 県道235号の新道付け替えに伴い榛原高校入口 - 榛原町区間の経路が変更され、静波三丁目および静波四丁目停留所が移転した。
  - 2011年（平成23年）より欠損補助方式から委託方式の自主運行バスに変更された。[79]

### 相良御前崎線
- 運行系統及び主要停留所
  - 相良本通 - 地頭方海岸 - 御前崎支所前 - 御前崎海洋センター[71]
- 概説
  - 2007年（平成19年）4月1日 -「特急静岡御前崎線」や「藤枝相良線」（旧藤枝御前崎線）の相良営業所以遠を分離した区間である。
  - 2008年（平成20年）4月1日 - 牧之原市と御前崎市による共同自主運行バスとなった。

### 島田市コミュニティバス
詳細は当該項を参照。

## 過去に所管していた路線

### 相良渋谷線（渋谷ライナー）
- 運行系統及び停車停留所
  - 相良営業所 - 相良本通 - 静波海岸入口 - 藤枝駅南口 - 高速バス岡部営業所 - 仮宿 - 渋谷マークシティ
  - 相良営業所 - 相良本通 - 静波海岸入口 - 富士山静岡空港 - 藤枝駅南口 - 高速バス岡部営業所 - 東名御殿場 - 仮宿 - 渋谷マークシティ
- 概説[84]
  - 東急トランセとの共同運行で開設された。当初は1日4往復（静鉄2往復、東京2往復）うち、上り初便（1号）と下り最終便（8号）は富士山静岡空港および東名御殿場への停車なしでの運行であった。また、他の高速路線とは違い、割引料金の設定等はなかった。
  - 新型コロナウイルス感染症の影響による運休からの再開以降、富士山静岡空港および東名御殿場に停車せず運行されていたが、2024年（令和6年）6月からは藤枝駅南口 - 相良営業所区間の運行を休止のうえ岡部営業所に移管され「藤枝渋谷線」として運行されている。
- 沿革
  - 2016年（平成28年）12月16日 - 「相良渋谷線」として運行を開始した。
  - 2020年（令和2年）4月8日 - 新型コロナウイルス感染症の影響により運行を休止。
  - 2021年（令和3年）7月21日 - 御殿場、静岡空港を経由しない臨時ダイヤとして1日2往復（静鉄1往復、東急1往復）で運行を再開。
  - 2022年（令和4年）2月4日 - 政府によるまん延防止措置により同月21日まで運休。
  - 2024年（令和6年）6月1日 - 藤枝駅南口 - 相良営業所区間の運行を休止し「藤枝渋谷線」として運行開始。

### 静岡成田空港線 （高速バス）
- 概説
  - 2008年（平成20年）9月1日 - 京成バスとの共同運行で新静岡・静岡駅と成田空港を結ぶ高速路線が開設された。相良営業所が初めて担当する県外高速路線であり、開設当初は静鉄便には「特急静岡相良線」の入出庫便が存在した。なお、京成バスの担当便は鳥坂営業所ステイで折り返しであった。
    - 新静岡 - 静岡駅前 - 三松 - 沓谷 - 古庄 - 瀬名川西 - 押切 - 永楽町 - 成田空港第1ターミナル - 成田空港第2ターミナル

  - 2010年（平成22年）2月15日 -「特急静岡相良線」の入出庫便が廃止され、相良営業所発着の路線となった。また、京成便は運休となり成田空港での運行支援のみとなった。[85]
    - 相良営業所 - 静波海岸入口 - 吉田町役場 - 吉田IC入口 - 静岡IC入口 - 静岡駅前 - 新静岡 - 三松 - 沓谷 - 古庄 - 瀬名川西 - 押切 - 永楽町 - 成田空港第1ターミナル - 成田空港第2ターミナル

  - 2017年（平成29年）相良営業所 - 静岡駅前間が運休となり、丸子営業所に移管された。

### 三保静岡線、国道静岡清水線
- 運行系統及び主要停留所
  - 新静岡（210） - 東静岡駅北口（209） - 清水駅前（53）
- 概説
  - 丸子営業所、西久保営業所との共管路線であった。
  - 「特急静岡御前崎線」の間合い運用であった。
  - 2008年（平成20年）4月1日 - 日中の運行が清水駅 - 東静岡駅間の運行となり、相良営業所の運用が廃止された。

## 休廃止路線

### 静岡・御前崎線、急行海岸本線
- 概説
  - 焼津営業所との共管路線であった。
  - 戦前の藤相鉄道と静岡電気鉄道の免許争奪戦から両社の合弁会社設立を経て、戦後の静岡鉄道の基幹路線として一時は清水 - 御前崎間を結ぶ長大路線へと成長したが複数の区間系統に分割され、基幹路線の座を現在の「特急静岡相良線」に譲り廃止となった。
- 沿革
  - 1923年（大正12年）焼津自動車株式会社が設立され、1925年（大正14年）には焼津駅 - 相川間、焼津駅 - 住吉間に路線を開設した。[60]
  - 1930年（昭和5年）6月 - 藤相鉄道が焼津自動車を買収し「焼津・相川線」「焼津・住吉線」「浜当目線」の免許を承継した。[60]
  - 1934年（昭和9年）の時刻表では「焼津驛川崎間乗合自動車」「焼津驛當目間乗合自動車」として、次の路線を展開していた記録が残る。[10][11]
    - 当目 - 焼津駅
    - 焼津駅 - 大富 - 相川 - 川尻 - 住吉 - 川崎

  - 1935年（昭和10年）4月 興津から袋井に至る直通路線の開設を目指す静岡電気鉄道が、用宗から石部、浜当目を経由して焼津に至る県道（現 県道416号）のバス営業権取得を巡って藤相鉄道と争奪戦を繰り広げていたが、興銀の仲介によって両社の共同出資による駿遠自動車が設立され、用宗 - 焼津間の路線が開設された。これにより後の「海岸本線」の下地が出来るも、開設は戦時統合による静岡鉄道の成立と終戦を待つこととなった。[86][87]
  - 1937年（昭和12年）駿遠自動車が静岡乗合自動車に改称された。
  - 1946年（昭和21年）
    - 5月25日 - 静岡 - 用宗間の運行を再開した。[73]
    - 6月20日 - 静岡鉄道が静岡清水線の運動場前駅（当時）から国鉄静岡駅南口、旧石部隧道、焼津を経由して駿遠線相川駅（大井川）に接続する新規鉄道路線「焼津延長線」（仮称）を申請し、1950年（昭和25年）12月23日に免許を得た。[88]

  - 1950年（昭和25年）4月 - 1948年に戦後第一号の中距離バス路線として旧東海道・国道1号の興津 - 島田間に「国道本線」を開設した静岡鉄道は、これに対する沿岸部（現在の国道150号沿線）を結ぶ路線として、静岡から焼津を経由し相良に至る直通運転を開始した。これは前述の「焼津延長線」への布石でもあったが、その後の東海道新幹線の建設計画において旧石部隧道を国鉄が東海道本線として再度使用することとなったため、鉄道線の実現には至らなかった。[19][21][89][90]
  - 1951年（昭和26年）7月15日 静岡 - 相良間は御前崎まで延伸し「海岸本線（静岡・御前崎線）」となった。[19]
  - 1952年（昭和27年）4月30日 清水港および御前崎港の水産業者らの要望に沿って新車2両を導入し、清水 - 御前崎間の直通運転を開始した。[19][15]
  - 1953年（昭和28年）9月改正の時刻表では「海岸本線」の支線扱いで「吉永線」がひとつに纏められていた。なお、静岡⇔御前崎間の所要時間は215分であった。[64]
    - 海岸本線：清水 - 静岡 - 広野 - 用宗 - 大崩 - 焼津 - 大富 - 宗高新町 - 相川 - 下神戸 - 川尻 - 住吉 - 根松 - 川崎- 相良 - 地頭方 - 御前崎
    - 吉永線 青木廻り：静岡 - 轟橋 - 青木 - 用宗 - 大崩 - 焼津 - 石津 - 田尻 - 吉永 - 宗高新町 - 忠兵衛 - 道悦島 - 島田
    - 吉永線 大富廻り：焼津 - 大富 - 宗高新町 - 吉永

  - 1954年（昭和29年）に静岡鉄道静岡清水線の相生町駅が新清水駅、鷹匠町駅が新静岡に改称され、翌55年に新静岡バスセンターが竣工したが、清水発が新清水駅発着に変更されたのみで新静岡には停車しなかった。[65]
    - 新清水 - 静岡駅 - 紺屋町 - 両替町一丁目 - 梅屋町 - 新通 - 広野 - 用宗 - 大崩 - 焼津駅 - 大富 - 相川 - 下神戸 - 小山 - 高畑 - 川尻 - 住吉 - 住吉新田 - 根松 - 川崎（榛原町）- 相良 - 地頭方 - 御前崎

  - 1958年（昭和33年）の時刻表では新清水 - 御前崎間の直通運転は急行として朝晩の1日2往復が運行されており、車両の増強に伴い両替町片岡廻りが新設されている。また、静岡鉄道駿遠線の静波駅付近に車庫が開設され、朝のみの静波車庫発静岡行や朝晩は相良 - 御前崎、静岡 - 焼津などの入出庫を兼ねた区間便も存在した。さらに「吉永線」は焼津 - 飯渕間に区間を縮小し、静岡 - 用宗間に新たに「用宗線」が開設されると共に、大井川最下流に建設された太平橋を経由して「吉永線」と「海岸本線」を繋いで焼津駅 - 榛原町駅間を直通する「吉永川尻線」も誕生している。系統および主要停留所は次の通り。[65]
    - 急行： 新清水 - 島崎町 - 万世町 - 大曲 - 遊園地入口 - 下横田 - 静岡駅前 - 安倍川橋 - 用宗 - 港町 - 焼津駅前 - 大富 - 川尻 - 住吉 - 根松 - 静波二丁目 - 相良 - 地頭方 - 地頭方辻 - 新谷（あらや）- 御前崎
    - 各駅停車： 静岡駅前 - 紺屋町 - 昭和町 - 梅屋町 - 新通川越町 - 用宗 - 焼津駅前 - 大富 - 相川 - 下神戸 - 小山 - 高畑 - 川尻小学校前 - 川尻 - 住吉 - 住吉新田 - 根松 -（ - 静波車庫）- 静波二丁目 - 榛原町駅前 - 仲町 - 西町 - 鹿島 - 片浜 - 相良駅前 - 相良 - 須々木駅前 - 比木口 - 地頭方駅前 - 地頭方辻 - 新庄（しんしょう）- 遠渡（おんど）- 新谷 - 御前崎役場前 - 御前崎
    - 両替町片岡廻り： 静岡駅前 - 紺屋町 - 両替町二丁目 - 両替町二丁目 - 梅屋町 - 新通川越町 - 用宗 - 焼津駅前 - 大富 - 相川 - 下神戸 - 片岡 - 川尻 - 住吉 - 住吉新田 - 根松 - 静波二丁目 - 榛原町駅前 - 仲町 - 西町 - 鹿島 - 片浜 - 相良駅前 - 相良 - 須々木駅前 - 比木口 - 地頭方駅前 - 地頭方辻 - 新庄 - 遠渡 - 新谷 - 御前崎役場前 - 御前崎
    - 吉永川尻線
      - 焼津駅前 - 吉永 - 飯淵 - 帝国化成前 - 川尻小学校前 - 川尻 - 住吉 - 住吉新田 - 根松 - 静波二丁目 - 榛原町駅前

  - 1961年（昭和36年）
    - 5月22日 - 国道150号 の大井川に新富士見橋（2車線対面通行の鉄筋コンクリート橋脚の永久橋）が開通し、[91]以降は大型リアエンジンバスの運行への転換が進んだ。
    - 6月 - 「体質改善五ヶ年計画」が発表され、以降5年間でバス193台を増車し、静岡清水線を除く鉄軌道事業を廃止とバス路線の増強を進めることとなった。[92]また、1950年（昭和25年）に認可された「焼津延長線」が、東海道新線計画（のちの東海道新幹線）により断念されたため、新静岡 - 大井川（富士見橋）間を「静岡・焼津線」として分離し、清水 - 御前崎間の直通系統を除き「中部国道本線」の運行経路と藤枝駅を経由して静岡を結ぶ系統の開設を進めた。（開設時期不詳）

  - 1964年（昭和39年）5月1日 - 車両制限令の完全施行を前に両替町経由が廃止され、運行経路の一部が変更された。梅屋町経由が廃止され「西部第二循環」と同様の運行経路に変更された。また、相良 - 地頭方間が国道150号新道経由となった。
  - 1965年（昭和40年）10月1日 - 現在の時刻表では次の経路を運行しており、焼津経由が新清水 - 御前崎間の直通便として朝昼晩の1日3往復に対して藤枝経由が新静岡発7時台から17時台まで毎時1本が運行されている。[93]
    - 静岡・御前崎線（急行）
      - 静岡駅前 - 中町 - 安倍川橋 - 二軒家 - 岡部役場前 - 大手駅前 - 岡出山 - 青木 - 藤枝駅前 - 田沼三丁目 - 大新道 - 相川辻 -（片岡・小山）- 川尻 - 住吉 - 根松 - 静波二丁目 - 榛原車庫前 - 相良 - 地頭方辻 - 御前崎
      - 新清水 - 大曲 - 遊園地入口 - ポーラ前 - 下横田 - 静岡駅前 - 中町 - 安倍川橋 - 用宗 - ヘルスセンター前 - 港町 - 焼津駅前 - 大富 - 宗高新町 - 片岡 - 川尻 - 住吉 - 根松 - 静波二丁目 - 榛原車庫前 - 相良 - 地頭方辻 - 御前崎

    - 静岡・焼津線
      - 静岡駅前 - 用宗 - 焼津駅前 - 大富 - 相川辻 - 大井川駅前 - 富士見橋

  - 1966年（昭和41年）5月10日 - 新静岡バスターミナルが完成し、[37]清水 - 御前崎の直通運行を除く系統が同ターミナルへの乗入れを開始した。なお、小山経由は日中1本のみで他は全て片岡経由となっている。[94]
  - 1968年（昭和43年）
    - 4月26日 - 御前崎サンホテルの前身であるホテル御前崎が開業した。
    - 7月1日 - 静岡鉄道駿遠線の廃止に伴う榛南4町との協定書において、廃止の対案として堀野新田 - 藤枝駅間の代行バスと共に国道150号新道を経由した相良から焼津への直通路線の運行が盛り込まれていた。[95][96]これを受けて川尻、住吉を経由せず国道150号の上吉田経由として所要時間短縮を図った「急行海岸本線」が開設された。新清水－新静岡間は廃止され、焼津から川尻、住吉を経由し榛原町に至る系統は「準急静岡・焼津線」に統合された。なお、新静岡⇔御前崎間の所要時間は116分であった。一方で「静岡・御前崎線」の藤枝駅経由は大幅に減便された。[97]
      - 急行海岸本線 停車停留所
        - 新静岡 - 県民会館前 - 中町 - 本通三丁目 - 安倍川橋 - 手越 - 川原 - 用宗駅前 - 焼津ヘルスセンター - 当目大橋 - 港町 - 焼津駅前 - 浅草劇場前 - 園田病院前 - 治長請所 - 宗高新町 - 大井川駅前 - 上吉田 - 根松 - 榛原車庫前 - 片浜 - 相良駅入口 - 相良 - 相良海水浴場入口 - 地頭方海岸 - 地頭方辻 - 新庄 - 遠渡 - 新谷 - 御前崎役場前 - 御前崎学校前 - 港入口 - 御前崎

      - 静岡・御前崎線 主要停留所
        - 新静岡 - 静岡駅前 - 中町 - 安倍川橋 - 二軒家 - 岡部役場前 - 藤枝営業所前 - 岡出山 - 青木 - 藤枝駅前 - 田沼三丁目 - 大新島 - 相川辻 - 片岡 - 川尻 - 住吉 - 根松 - 静波二丁目 - 榛原車庫前 - 相良 - 地頭方辻 - 御前崎

      - 静岡・焼津線 主要停留所
        - 新静岡 - 新通一丁目 - 安倍川橋 - 手越 - 用宗駅前 - 焼津ヘルスセンター - 焼津駅前 - 大富 - 大島新田 - 宗高新町 - 大井川駅前 - 富士見橋 - 片岡 - 川尻 - 住吉 - 住吉新田 - 根松 - 榛原車庫前

  - 1969年（昭和44年）[98][99][100][101]
    - 2月1日 - 東名高速道路の静岡IC - 岡崎IC間が開通した。
    - 2月20日 - 東海道本線の宝台橋 - 安倍川鉄橋間の高架化が完了し、国道1号南安倍交差点から静岡インターへの取付道路（都市計画道路駒形中島線 現 県道84号中島南安倍線）未着工区間の建設が進められた。
    - 3月1日 - 同日現在の時刻表では「急行海岸本線」の新静岡 - 御前崎間の直通運行は1日11往復が運行されていた一方で、「静岡・御前崎線」の藤枝駅経由は朝の相良発上り2本以外は全て藤枝までの運行となっていた。
    - 4月中旬 - 静岡インター取付道路が竣工した。

  - 1970年（昭和45年）- 静岡IC－焼津IC間が東名経由となり、ホテル御前崎まで延伸した。[102][103]
  - 1971年（昭和46年）- 都市計画道路井原・浜丁線（現・国道473号）の開通に伴い、同線を経由し相良営業所と須々木に停車する運行経路に変更された。
    - 新静岡 - 静岡駅前 - 県庁前 - 中町 - 本通三丁目 - 本通西町 - 東名静岡 - 焼津駅前 - 焼津ジャスコ前 - 園田病院前 - 道原 - 治長請所 - 宗高新町 - 大井川駅前 - 上吉田 - 根松 - 静波二丁目 - 榛原車庫前 - 片浜 - 相良元橋 - 相良 - 相良営業所前 - 須々木 - 地頭方海岸 - 地頭方辻 - 新庄 - 遠渡 - 新谷 - 御前崎役場前 - 御前崎学校前 - 御前崎 - 灯台入口 - ホテル御前崎

  - 1973年（昭和48年）1月 - ホテル御前崎の運営会社の商号が株式会社御前崎サンホテルに変更され、2月から増築工事に着手。[46]以降、「ホテル御前崎」停留所が「御前崎サンホテル」に名称変更された。
  - 1974年（昭和49年）
    - 4月25日 - 御前崎サンホテルが竣工した。
    - 5月1日 - 御前崎サンホテルの開業にあわせて新静岡から御前崎方面へのさらなる所要時間短縮を図った「特急静岡御前崎線」（現 特急静岡相良線）が開設され、特急の新静岡⇔御前崎サンホテル間の所要時間は75分に短縮された。[104][105][106]
      - 急行海岸本線
        - 新静岡 - 静岡駅前 - 県庁前 - 中町 - 本通三丁目 - 本通西町 - 東名静岡 - 焼津フィッシュセンター - 焼津駅前 - 焼津ジャスコ前 - 水産高校前 - 園田病院前 - 道原 - 治長請所 - 宗高新町 - 大井川 - 上吉田 - 根松 - 静波二丁目 - 榛原町 - 片浜 - 相良海水浴場入口 - 相良元橋 - 相良 - 相良営業所（101）- 波津 - 須々木 - 地頭方海岸 - 地頭方辻 - 新庄 - 遠渡 - 新谷 - 御前崎役場前 - 御前崎学校前 - 御前崎 - 灯台入口 - 御前崎サンホテル（100）

      - 特急静岡御前崎線
        - 新静岡 - 静岡駅前 - 静岡IC入口 - 東名焼津西 - 東名大井川 - 吉田IC入口 - 上吉田 - 榛原町 - 相良営業所 - 地頭方漁港 - 御前崎サンホテル

  - 1978年 (昭和53年）の国道150号バイパス新日本坂トンネルの開通に伴い「急行海岸本線」の東名静岡IC－焼津IC区間が150号バイパス経由に変更となったが、慢性的な渋滞により定時性確保が困難となったため、翌1979年（昭和54年）を以って廃止し、各駅停車の「静岡焼津線」と「焼津御前崎線」に系統の整理を行うと共に「特急静岡御前崎線」の毎時１本への増便を図った。これにより「急行海岸本線」は消滅し、急行御前崎サンホテル行の系統番号100番は「特急静岡御前崎線」の御前崎サンホテル行に承継された。[107][108]

### 静岡焼津線
- 概説
  - 1960年代前半 時期不詳 -「静岡・御前崎線」の御前崎 - 清水の直通便を除く系統を藤枝駅、宇都ノ谷経由とし、静岡 - 富士見橋間を「静岡・焼津線」として分離して誕生した路線であり、焼津営業所との共管であった。
  - 1968年（昭和43年）静岡鉄道駿遠線の新藤枝－大井川間廃止と国道150号新道の開通に伴い、「静岡・御前崎線」の大井川 - 榛原車庫前（のちに榛原町）間を統合した。また、焼津市内の旧道区間を経由する元小浜 - 大島新田区間を「大富線」として分離した。
  - 用宗駅 - 焼津駅間の大崩海岸付近が風水害により度々通行止めとなる区間であったため、1970年代後半の国道150号バイパス新日本坂トンネルの開通により新静岡 - 焼津駅区間の直通便は全てバイパス経由となり、旧道経由は新静岡 - 大崩入口、大崩入口 - 焼津駅、焼津駅 - 榛原町などの区間便が多数を占めるようになっていった。なお新静岡 - 榛原町間の直通便は準急としていた。
  - さらに榛原町系統は、定時性確保のため「急行海岸本線」と共に1979年（昭和54年）に新たに開設された「焼津御前崎線」の住吉経由として分離され、新静岡 - 焼津駅間に路線を縮小した。これに伴い焼津営業所単独の管轄路線となった。

### 焼津御前崎線、焼津相良線
- 運行系統および主要停留所
  - 野秋 - 焼津駅前 - 道原市立病院入口 - 大井川 - 下神戸 - 上吉田 - 根松 - 細江 - 静波二丁目- 榛原町 - 相良営業所 - 地頭方辻 - 御前崎 - 御前崎サンホテル
  - 焼津駅前 - 焼津市立病院 - 道原市立病院入口 - 大井川 - 下神戸 - 片岡 - 川尻 - 住吉 - 住吉新田 - 根松 - 細江 - 静波二丁目 - 榛原町
- 概説
  - 1979年（昭和54年）に「急行海岸本線」の国道150号バイパス新日本坂トンネル以西と「静岡焼津線」の焼津駅以西をまとめて開設した路線であった。
  - 焼津営業所と相良営業所の共管路線であった。
  - 1990年代に入ると区間廃止により「焼津相良線」に縮小され、さらに1990年代末期には焼津営業所（後に岡部営業所）の管轄する「焼津吉田線」に、2000年代には「焼津大島線」に整理され消滅した。
- 沿革
  - 1979年（昭和54年）- それまでの「急行海岸本線」を野秋 - 御前崎サンホテル間に短縮し上吉田経由とし、「静岡焼津線」の焼津駅 - 榛原町区間を住吉経由として統合して開設された。なお、急行や準急の設定は無く全ての系統が各駅停車であったが、大幡 - 上吉田区間および榛原町 - 坂井区間は国道150号を経由し「藤枝御前崎線」の各駅停車とは別の運行経路であった。また野秋 - 焼津駅前間も「急行海岸本線」の経路を踏襲し、中里東 - 焼津駅前区間は「静岡焼津線」の本通・150号バイパス経由とは別の経路であった。なお、上吉田経由の野秋 - サンホテル直通は日中のみの運行で、朝晩のラッシュ時は焼津駅－御前崎、焼津駅 - 相良営業所、平日朝のみ運行の住吉新田発焼津駅行、大井川発焼津駅行などの区間便も存在した。運行系統および主要停留所は次の通り。
    - 住吉経由
      - 焼津駅前 - 浅草幸町 - 園田病院前 - 石津新田 - 大島新田 - 宗高新町 - 大井川 - 大幡(150号) - 下神戸 - 片岡 - 川尻 - 住吉 - 住吉新田 - 根松(旧道) - 細江(旧道) - 静波二丁目 - 榛原町

    - 上吉田経由
      - 野秋 - 中里東 - 中里西 - フィッシュセンター - 焼津駅前 - 浅草幸町 - 園田病院前 - 石津新田 - 大島新田 - 宗高新町 - 大井川 - 大幡(150号) - 下神戸 - 上吉田 - 根松(旧道) - 細江(旧道) - 静波二丁目 - 榛原町 - 鹿島(150号) - 堀切(150号) - 片浜 - 坂井 - 相良営業所 - 地頭方辻 - 御前崎 - 御前崎サンホテル

  - 1983年（昭和58年）4月 焼津市立病院が焼津市道原（どうばら）に新築移転し、道原停留所が「道原市立病院入口」に名称変更されると共に、病院敷地内に「焼津市立病院」停留所が新たに設置された。以降、住吉経由が焼津市立病院経由となった。
    - 住吉・市立病院経由
      - 焼津駅前 - 焼津市立病院 - 道原市立病院入口 - 大井川 - 下神戸 - 片岡 - 川尻 - 住吉 - 住吉新田 - 根松 - 榛原町

    - 上吉田経由
      - 野秋 - 焼津駅前 - 道原市立病院入口 - 大井川 - 下神戸 - 上吉田 - 根松 - 榛原町 - 相良営業所 - 地頭方辻 - 御前崎 - 御前崎サンホテル

  - 1992年（平成4年）4月1日 - 大富三和 - 本中根間に静岡精華短期大学（2004年より静岡福祉大学）が開学し、「精華短大入口」停留所が開設された。また、大学正門前にも「精華短大」停留所が開設され、平日のみ運行の精華短大行が新設された。[109]
  - 1993年（平成5年）相良営業所 - 御前崎サンホテル間が廃止され、同区間は「藤枝御前崎線」（現 藤枝相良線）に吸収された。また日中1往復のみとなっていた野秋 - 焼津駅間も廃止された。これに伴い「焼津御前崎線」は「焼津相良線」に名称変更された。[110][111]
  - 1999年（平成11年）4月 - 住吉経由並びに上吉田 - 相良営業所間が廃止され、焼津駅前 - 上吉田間が欠損補助により「焼津吉田線」として存続した。また、焼津駅 - 焼津市立病院区間の経路が焼津市南部の区画整理事業によって整備された市道焼津駅道原線を経由するルートに変更され、焼津営業所（2006年4月1日以降は岡部営業所）単独の管轄路線となった。
  - 2007年（平成19年）3月には大島新田 - 吉田町役場（旧上吉田）間が廃止され、「焼津大島線」に整理統合された。

### 藤枝御前崎線
- 概説
  - 藤相鉄道の時代から運行していた藤枝駅 - 御前崎間の路線を1960年代後半から1970年代前半に再編し、1970年（昭和45年）に全線廃止となった静岡鉄道駿遠線の新藤枝 - 堀野新田間の代行バス「駿遠線」を準急として統合した路線であった。
  - 1980年代以降は「特急静岡御前崎線」の増発と浜岡系統の開設により、区間（上吉田 - 堀野新田）の重複する（準急）堀野新田系統は減便され、相良営業所止まりとなっていった。1970年（昭和45年）の「駿遠線」開設時には1日上り18便、下り17便あった同系統は1987年（昭和62年）4月時点で朝晩を中心とした上り7便、下り5便にまで減少していた。[112][113] また、朝のラッシュ時間帯の国道150号富士見橋等の慢性的な渋滞[114]を嫌気した通勤通学客が、頻繁ダイヤの利便性と所要時間短縮につながる「特急静岡御前崎線」の利用に移行して行ったことで、朝晩の本数が減少していった。
  - 1990年代には「焼津御前崎線」の相良営業所 - 御前崎サンホテル区間を吸収統合し、御前崎サンホテルまで延伸したが、更に1990年代末期の路線再編によって相良営業所 - 御前崎サンホテル区間が「特急静岡御前崎線」に整理され「藤枝相良線」となった。
- 沿革
  - 1920年（大正9年）3月12日 - 相良自動車が設立され、9月に相良 - 藤枝駅間の乗合自動車の営業を開始した。1921年～1922年頃には相良自動車はオーナーが変わり輪栄舎に改称された。[4]
  - 1925年（大正14年）8月 - 藤相鉄道が相良 - 御前崎間に免許を持つ地頭方自動車を買収した。[60]
  - 1928年（昭和3年）6月9日 - 藤相鉄道が輪栄舎を買収し、さらに同年12月には藤枝駅 - 勝間田間に路線を持つ勝間田自動車を買収し、それぞれの路線免許を承継した。[14][60]
  - 1931年（昭和6年）8月 - 藤相鉄道が勝間田 - 大沢原間に新たに路線を開設した。[60]
  - 1934年（昭和9年）12月1日現在の藤相鉄道の時刻表では、地頭方自動車、輪栄舎、勝間田自動車から承継した路線免許に新規区間を加えて藤枝駅から次の路線を展開していた。[10][11]
    - 藤枝駅 - 相川 - 神戸 - 片岡 - 川尻 - 住吉 - 川崎 - 相良 - 地頭方 - 御前崎
    - 藤枝駅 - 相川 - 神戸 - 坂部 - 勝間田 - 大沢原

  - 1950年（昭和25年）- 静岡鉄道が戦争によって中断していた藤枝 - 相良間の運行を「住吉線」「坂部線」として再開した。[19][21][61]なお「住吉線」は片岡を経由せず下神戸 - 川尻間を運行し、「坂部線」は坂部 - 勝間田 - 大沢原間が廃止され、根松から相良に至る経路となった。[64]
    - 住吉線：藤枝大手 - 藤枝駅前 - 相川 - 下神戸 - 川尻 - 住吉
    - 坂部線：藤枝大手 - 藤枝駅前 - 相川 - 神戸 - 坂部 - 根松 - 相良

  - 1965年（昭和40年）頃 時期不詳 - 「体質改善5か年計画」（静岡鉄道焼津延長線の計画白紙と静岡鉄道駿遠線の廃止、路線バスの増強）の策定と国道150号新富士見橋の開通を受け「静岡・御前崎線」に藤枝駅を経由する系統が誕生した。
    - 静岡駅前 - 中町 - 安倍川橋 - 二軒家 - 岡部役場前 - 大手駅前 - 岡出山 - 青木 - 藤枝駅前 - 田沼三丁目 - 大新道 - 相川辻 - 片岡 - 川尻 - 住吉 - 根松 - 静波二丁目 - 榛原車庫前 - 相良 - 地頭方辻 - 御前崎

  - 1968年（昭和43年）
    - 7月1日 - 「静岡・御前崎線」の焼津系統が「急行海岸本線」と「静岡焼津線」の準急に整理され、藤枝経由の新静岡 - 御前崎間が大幅に減便された。
    - 8月21日 - 静岡鉄道駿遠線の大井川駅 - 堀野新田駅区間が廃止され、翌22日より「代行バス駿遠線」の運行を開始した。[115]

  - 1970年（昭和45年）7月31日 - 静岡鉄道駿遠線の新藤枝駅 - 大井川駅間が廃止され、8月1日より全線が乗合バスの「駿遠線」となった。[116][112]
  - 1972年（昭和47年）
    - 7月7日 - 榛原営業所（現・静波海岸入口）の開設に伴い榛原車庫前停留所が廃止され、150号経由を除く全ての藤枝 - 相良間の系統が榛原町（榛原営業所）を経由するようになった。
    - 11月 - 同月現在の路線図では「静岡・御前崎線」の藤枝駅 - 新静岡間は藤枝営業所管轄の中部国道線に整理され、新藤枝 - 大井川駅の区間便は国道150号富士見橋の渋滞遅延対策で「藤枝大井川線」に、御前崎 - 藤枝駅間は相良営業所管轄の「藤枝御前崎線」に整理されている。また、大洲 - 大井川間が藤相田沼街道新道（県道33号藤枝大井川線）の整備[117]によって国道150号宗高交差点を経由するルートに変更され、宗高新町、下江留停留所に停車するようになっている。 [47]

  - 1974年（昭和49年）10月現在の路線図では「駿遠線」は消滅し「藤枝御前崎線」に準急として統合されている。また、「藤枝大井川線」（藤枝大手 - 大井川間）は平日の朝晩のみの運行で存続し、引き続き藤枝営業所が管轄していた。[118]
  - 1976年（昭和51年）1月の時刻表では大きく次の5系統に集約され、朝晩の相良営業所、榛原営業所からの入出庫を兼ねた区間便も多数存在した。[119]
    - 準急 150号経由
      - 新藤枝 - 高洲 - 大洲 - 東名大井川 - 宗高新町 - 大井川 -下神戸 - 上吉田 - 根松 (150号) - 細江 (150号) - 榛原町 (150号) - 鹿島 (150号)- 片浜 - 太田浜 - 相良営業所

    - 準急 下神戸経由
      - 新藤枝 - 高洲 - 大洲 - 東名大井川 - 宗高新町 - 大井川 - 下神戸 - 上吉田 - 根松 - 静波二丁目 - 榛原町 - 鹿島 (150号) - 片浜 - 太田浜 - 相良営業所

    - 準急 遠州神戸経由
      - 新藤枝 - 高洲 - 大洲 - 東名大井川 - 宗高新町 - 大井川 - 遠州神戸 - 上吉田 - 根松 - 静波二丁目 - 榛原町 - 鹿島 (150号) - 片浜 - 太田浜 - 相良営業所 - 地頭方 - 堀野新田

    - 各駅停車遠州神戸経由[注 2]
      - 新藤枝 - 高洲 - 大洲 - 東名大井川 - 宗高新町 - 大井川 - 遠州神戸 - 上吉田 - 根松 - 静波二丁目 - 榛原町 - 仲町 - 鹿島（旧道）- 久保柄 - 坂井 - 太田浜 - 相良営業所 - 地頭方辻 - 御前崎

    - 住吉経由
      - 新藤枝 - 高洲 - 大洲 - 東名大井川 - 宗高新町 - 大井川 - 下神戸 - 片岡 - 川尻 - 住吉 - 住吉新田 - 根松 - 静波二丁目 - 榛原町

  - 1977年（昭和52年）2月現在の路線図では「藤枝大井川線」は廃止され、「藤枝御前崎線」の新藤枝 - 大井川間の区間便に統合されている。[106]
  - 1978年（昭和53年）2月 - 朝の国道150号富士見橋の渋滞対策で存続した大井川発藤枝行は飯淵からの出庫であったため、「高洲飯淵線」が吉永下河原を起終点とする「藤枝吉永線」に再編された際に焼津営業所に移管され、相良営業所、榛原営業所、焼津営業所の共管路線となった。
  - 1980年（昭和55年）4月15日 - 新藤枝駅跡地にバスターミナルが整備され、行先が「新藤枝」から「藤枝駅」に変更された。[120]以降も藤枝駅前土地区画整理事業[121]によって藤枝駅 - 田沼三丁目間の藤枝駅北の運行経路が変更された。
  - 1981年（昭和56年）3月 -  駿遠線地頭方駅跡地が不動産部により9区画の宅地に分譲された。また、同年12月の時刻表では藤枝駅 - 大井川の区間便は、朝7時台に焼津営業所の担当で上り1本のみの運行に対して、夜は20時台に相良営業所の担当便が藤枝駅からの大井川折り返しで2往復運行していた。[122]
  - 1982年（昭和57年）5月 - 反転地として使用されてきた駿遠線堀野新田駅跡地が不動産部により7区画の宅地に分譲された。[43]
  - 1984年（昭和59年）4月 - 県立大井川高等学校が開校し、上新田停留所が大井川高校入口となった。[76]
  - 1985年（昭和60年）の時刻表では焼津営業所が担当していた朝の大井川発藤枝行は廃止されており、相良営業所のみの管轄路線となっている。[123]
  - 1987年（昭和62年）4月1日 - ＪＲ発足時のダイヤ改正では、毎時10分間隔に増便された東海道線「するがシャトル」への接続、フリークエントサービスの試みとして藤枝市内区間で増便も行われた。それまで日中御前崎発着1本、相良営業所または堀野新田発着１本の毎時２本を基本とするダイヤに、新たに藤枝駅発大東町止まり、折り返し大井川高校入口発藤枝駅行が加わり、同区間が日中毎時３本となった。しかし利用客はそれほど伸びず、数年で廃止された。[113]
    - 藤枝駅前→田沼三丁目→高洲→大東町
    - 藤枝駅前←田沼三丁目←高洲←大東町←東名大井川←大井川高校入口

  - 1993年（平成5年）のダイヤ改正では、「焼津御前崎線」の相良営業所 - 御前崎サンホテル区間を廃止し、同区間を「藤枝御前崎線」に吸収統合した。[110][111]
    - 藤枝駅前 - 田沼三丁目 - 高洲 - 大東町 - 東名大井川 - 大井川高校入口 - 宗高新町 - 大井川 - 遠州神戸 - 吉田高校前 - 上吉田 - 榛原病院入口 - 静波二丁目 - 榛原町(榛原営業所) - 仲町 - 鹿島 - 久保柄 - 坂井 - 片浜 - 太田浜 - 相良営業所 - 地頭方辻 - 御前崎 - 御前崎サンホテル

  - 1995年（平成7年）4月 - 藤枝駅前バスターミナルから藤枝駅南口にのりばが移転した。また志太病院の駿河台への移転に伴い志太病院入口停留所が田沼一丁目に名称変更された。
    - 藤枝駅南口 - 田沼三丁目 - 高洲 - 大東町 - 東名大井川 - 大井川高校入口 - 宗高新町 - 大井川 - 遠州神戸 - 吉田高校前 - 上吉田 - 榛原病院入口 - 静波二丁目 - 榛原町(榛原営業所) - 仲町 - 鹿島 - 久保柄 - 坂井 - 片浜 - 太田浜 - 相良営業所 - 地頭方辻 - 御前崎 - 御前崎サンホテル

  - 1999年（平成11年）4月1日 - 相良営業所 - 御前崎サンホテル区間が廃止され、「特急静岡御前崎線」の相良営業所 - 御前崎サンホテル区間を各駅停車にすることで吸収統合された。これにより路線名も「藤枝相良線」に改称された。

### 住吉線、坂部線、住吉坂部循環線、静波高尾線
- 概説
  - 藤相鉄道が藤相線沿線の鉄道空白地帯である坂部、住吉などのエリアを補完する路線として運行していた路線を、戦後藤枝営業所の管轄で「住吉線」「坂部線」として再開した。
  - 一時は「住吉坂部循環線」として藤枝大手を起終点とするラケット状の循環路線となったが1960年代以降、静波駅 - 高尾系統の開設と榛原支所（静波車庫）の開設を機に藤枝大手から藤枝駅発着に路線を短縮し、藤枝営業所から相良営業所へ移管した。
  - 1970年代の静岡鉄道駿遠線の廃止により「住吉線」が「藤枝御前崎線」の住吉経由に整理統合された一方、「坂部線」は榛原町内の循環路線として存続したが、1980年代前半までに廃止されている。
- 沿革
  - 1950年（昭和25年）静岡鉄道が戦争によって中断していた藤枝 - 相良間の運行を再開した。[19][21]
  - 1953年（昭和28年）9月現在、戦前の路線を継承した「住吉線」が藤枝大手 - 住吉間で運行されていた。また、坂部 - 大沢原間を廃止し駿遠線の根松駅から川崎駅を経由し相良に至る「坂部線」も運行されていた。当時は藤枝営業所の管轄下で藤枝営業区と相良営業区の共管路線であった。[64]
    - 坂部線：藤枝大手 - 藤枝駅前 - 相川 - 神戸 - 坂部 - 根松 - 川崎 - 相良
    - 住吉線：藤枝大手 - 藤枝駅前 - 相川 - 下神戸 - 川尻 - 住吉

  - 1958年（昭和33年）の時刻表では藤枝大手 - 相川間が重複する「住吉線」「坂部線」は「住吉坂部循環線」（坂部廻り・住吉廻り）に統合されおり、藤枝営業所の管轄となっている。[65]
    - 藤枝大手 - 藤枝駅前 - 大井川駅前 - 相川 - 神戸駅前 - 坂部 - 根松 - 住吉新田 - 住吉 - 川尻 - 下神戸 - 相川 - 藤枝駅前 - 藤枝大手

  - 1960年（昭和35年）6月1日 -「住吉坂部循環線」は再度「住吉線」と「坂部線」に分離され、「坂部線」が坂部停留所（坂部農協前）から高尾山石雲院の参道下まで延伸しており、相良営業所榛原支所が開設された静波駅と高尾口を結ぶ1日5往復の新規系統「静波高尾線」も開設された。[124][125]
    - 坂部線：
      - 藤枝大手 - 藤枝駅前 - 相川 - 神戸駅前 - 坂部 - 高尾口
      - 高尾口 - 坂部 - 根松 - 静波駅前

    - 住吉線：
      - 藤枝大手 - 藤枝駅前 - 相川 - 大幡 - 川尻 - 住吉 - 根松 - 静波二丁目 - 静波駅前

  - 1961年（昭和36年）3月1日 - 榛原支所の移転を機に「坂部線」「住吉線」は共に静波駅前から榛原車庫前が起終点となり、相良営業所に移管された。また静波車庫廻りが「坂部線」の1日1往復のみとなり、「住吉線」は藤枝大手 - 藤枝駅前間が廃止となった。[32][33][126]
    - 坂部線：
      - 藤枝大手 - 藤枝駅前 - 土瑞橋 - 相川辻 - 大幡 - 遠州神戸 - 坂部 - 根松 - 静波駅前 - 静波二丁目 - 榛原車庫前
      - 高尾口 - 坂部小学校前 - 坂部 - 根松 - 静波駅前 - 静波二丁目 - 榛原車庫前

    - 住吉線：藤枝駅前 - 土瑞橋 - 相川辻 - 大幡 - 川尻 - 住吉 - 根松 - 静波二丁目 - 榛原車庫前

  - 1968年（昭和43年） 静岡鉄道駿遠線廃止の対案として当時の榛原町と静岡鉄道が町内に朝昼晩の1日3往復の循環バスを運行する覚書を交わした。[127][128]
  - 1971年（昭和46年）12月21日 静岡県バス路線問題対策協議会において「坂部線」の2系統が赤字による廃止検討対象路線となった。[129]
  - 1972年（昭和47年） 時期不詳 - 「坂部線」の藤枝駅 - 遠州神戸区間は「住吉線」や「榛原御前崎線」と共に「藤枝御前崎線」に整理され、「坂部線」は次の2系統となった。[130][131]
    - 遠州神戸 - 坂部
    - 高尾口 - 坂部 - 根松 - 静波二丁目 - 榛原車庫前

  - 1974年（昭和49年）10月16日 -「坂部線」の2系統が廃止され、静岡鉄道駿遠線廃止の対案であった循環路線に切り替えられた。[132]
    - 榛原町 - 根松 - 坂部 -（地蔵峠）- 中 - 榛原町

  - 1977年（昭和52年）の路線図では「坂部線」は次の経路で運行されていた。[106]
    - 榛原町 - 榛原高校入口 - 細江学校前 - 根松 - 外之久保（とのくぼ）- 坂部 - 坂部小学校前 - 法士 - 中 - 榛原中学校前 - 榛原高校入口 - 榛原町

  - 1980年代前半 時期不詳 - 利用者減少のため廃止された。[76]

### 代行バス駿遠線、駿遠線
- 概説
  - 1968年（昭和43年）に静岡鉄道駿遠線の大井川 - 堀野新田区間の廃止に伴って開設された路線であり、1970年（昭和45年）に新藤枝 - 大井川間の廃止を以って全線が代行バスの運行となった。
  - 国道150号新道の整備が駿遠線廃止の理由のひとつであったが、廃線直後から新藤相田沼街道の整備が進行し、藤枝駅 - 御前崎間の既存路線と共に再編され「藤枝御前崎線」に統合され廃止となった。
- 沿革
  - 1968年（昭和43年）8月21日 駿遠線の大井川駅 - 堀野新田駅区間が廃止され、翌22日より「代行バス駿遠線」の運行を開始した。車両には「代行バス」のサボが掲示され、既存の路線と重複する停留所には「鉄道代行バス」という標識と時刻表が別に設置されていた。代行バスには次の3系統が存在した。なお時刻表上の（新道）は現在の国道150号を指す。[115]
    - 新道経由
      - 大井川駅(駿遠線) - 大幡(新道) - 下神戸 - 上吉田 - 根松(新道) - 細江(新道) - 静波(新道) - 榛原町(新道) - 片浜 - 太田浜 - 相良 - 新相良 - 波津 - 須々木 - 落居 - 地頭方 - 堀野新田

    - 榛原町旧道・下神戸経由
      - 新藤枝 - 高州 - 大洲 - 上新田 - 大井川駅前(新道) - 大幡（新道）- 下神戸 - 上吉田 - 根松 - 細江 - 静波二丁目 - 榛原車庫前 - 片浜 - 太田浜 - 相良 - 新相良 - 波津 - 須々木 - 落居 - 地頭方 - 堀野新田

    - 榛原町旧道・遠州神戸経由
      - 新藤枝 - 高州 - 大洲 - 上新田 - 大井川駅前(新道) - 大幡（神社前） - 遠州神戸 - 上吉田 - 根松 - 細江 - 静波二丁目 - 榛原車庫前 - 片浜 - 太田浜 - 相良 - 新相良 - 波津 - 須々木 - 落居 - 地頭方 - 堀野新田

  - 1970年（昭和45年）7月31日 - 新藤枝駅 - 大井川駅区間の廃止を以って静岡鉄道駿遠線の全線が廃止され、8月1日より新藤枝から堀野新田までの全区間が乗合バスの「駿遠線」となった。これに伴い新道経由の大井川駅 - 堀野新田系統は全て新藤枝までの運行となり、新藤枝 - 大井川駅系統が新たに開設され、藤枝営業所が管轄した。また、廃線直後から高洲 - 大洲（現在の大東町）区間の線路跡に藤相田沼街道新道（県道33号藤枝大井川線）の建設工事が開始され、旧田沼街道からの付け替え工事により8月8日から藤枝駅 - 大洲区間が藤相田沼街道新道経由となった。[116][112]
    - 大井川駅系統
      - 新藤枝 - 田沼三丁目 - 高州 - 大洲 - 上新田 - 大井川（大井川駅跡地）

    - 新道経由
      - 新藤枝 - 田沼三丁目 - 高州 - 大洲 - 上新田 - 大井川(新道) - 大幡(新道) - 下神戸 - 上吉田 - 根松(新道) - 細江(新道) - 静波(新道) - 榛原町(新道) - 片浜 - 太田浜 - 相良 - 新相良 - 波津 - 須々木 - 落居 - 地頭方 - 堀野新田

    - 下神戸経由
      - 新藤枝 - 田沼三丁目 - 高州 - 大洲 - 上新田 - 大井川(新道) - 大幡（新道）- 下神戸 - 上吉田 - 根松 - 細江 - 静波二丁目 - 榛原高校入口 - 榛原車庫前 - 相良 - 堀野新田

    - 遠州神戸経由
      - 新藤枝  - 田沼三丁目 - 高州 - 大洲 - 上新田 - 大井川(新道) - 大幡 - 遠州神戸 - 上吉田 - 根松 - 細江 - 静波二丁目 - 榛原高校入口 - 榛原車庫前 - 相良 - 堀野新田

  - 1972年（昭和47年）7月7日 榛原支所が駿遠線の榛原町駅跡地に移転し榛原営業所（榛原町、現・静波海岸入口）となった。これに伴い榛原車庫前停留所は廃止され、旧道経由の系統が全て榛原町（榛原営業所）を経由するようになった。[47]
  - 1970年代前半 時期不詳 「藤枝御前崎線」と藤枝営業所が管轄する「藤枝大井川線」に集約され廃止となった。

### 榛原御前崎線
- 概説
  - 1968年（昭和43年）の広報はいばらに登場するが詳細な経路は不明である。  [39][40]

### 相良御前崎線（旧）
- 運行系統及び主要停留所
  - 相良営業所 - 地頭方 - 地頭方辻 - 御前崎中学 - 白羽学校前 - 御前崎学校前 - 御前崎[76][133]
- 概説
  - 現在の自主運行路線とは全く別の経路を運行し、日祝日及び休校日は運休となる純然たる通学路線であった。
  - 1973年（昭和48年）- 新規開設。[134]
  - 1986年（昭和61年）4月16日 - 運行を休止した。[135]
  - 1987年（昭和62年）3月を以って廃止された。

### 相良・浜岡線（相良・横須賀間代行バス）
- 運行系統および主要停留所
  - 相良駅 - 相良 - 地頭方駅 - 堀野新田 - 浜岡町
- 概説
  - 1964年（昭和39年）9月27日 - 駿遠線の堀野新田 - 新三俣の区間廃止と相良 - 堀野新田区間の減便に伴い「相良・浜岡線」と「横須賀線」（浜岡 - 新横須賀駅間）が開設され、「相良・浜岡線」を相良営業所が担当した。

### 菊川榛原線
- 運行系統および主要停留所
  - 菊川駅前 - 六郷小学校前 - 牛渕 - 仁王辻 - 大曲 - 水呑 - 大久保 - 朝生橋 - 庄内宮前 - 榛原車庫前
  - 菊川駅前 - 六郷小学校前 - 牛渕 - 仁王辻 - 丸尾原下
- 概説
  - 大井川鉄道と静岡鉄道との競願交渉の末に運行を開始した路線であり、菊川駅から現在の県道235号沿線を榛原町駅まで結ぶ系統と、同時に開設された「牧の原線」「浜岡線」と牧之原中学校から併行して丸尾原下を結ぶ支線系統が存在した。
  - 1970年代に入ると「牧の原線」と共に不採算路線として廃止検討が行われ、菊川 - 仁王辻間と大久保 - 榛原町間に分断されたが、通学路線であったため、1970年代後半まで系統が維持された。
- 沿革
  - 1958年（昭和33年）6月5日 - 菊川営業所と相良営業所の共管で運行を開始した。[65]
    - 菊川駅前 - 六郷小学校前 - 牛渕 - 牧之原中学校前 - 大曲 - 水呑 - 大久保 - 朝生橋 - 庄内宮前 - 榛原町駅前
    - 菊川駅前 - 六郷小学校前 - 牛渕 - 牧之原中学校前 - 丸尾原下

  - 1969年（昭和44年）に開通した東名高速道路の造成工事に伴う仁王辻周辺の区画整理と道路拡幅整備により仁王辻停留所が牧之原中学校側に移転し、従前の仁王辻停留所は仁王辻入口となった。これに伴い仁王辻を経由するようになった。
    - 菊川駅前 - 六郷小学校前 - 牛渕 - 仁王辻 - 大曲 - 水呑 - 大久保 - 朝生橋 - 庄内宮前 - 榛原車庫前

  - 1971年（昭和46年）12月21日 - 赤字による廃止検討対象路線となり、静岡県バス路線問題対策協議会で対応が協議された。[129]
  - 1973年（昭和48年）8月の榛原町広報誌には、赤字2路線バス対策として朝生橋 - 大久保間の狭隘区間について、カーブミラーや退避所の整備等でワンマン化できる方法を対策協議会で検討との記述が残る。[136][131]
  - 1975年（昭和50年）10月 - 仁王辻 - 大久保間が廃止され、菊川営業所の管轄する菊川駅 - 仁王辻間と、榛原営業所の管轄する大久保 - 榛原町区間に分割されたが、菊川営業所便は仁王辻地先の道路障害により復旧まで菊川駅 - 上の原間の運行となり[75]、その後のダイヤ改正で菊川駅 - 仁王辻間は「菊川仁王辻線」に名称が変更された。一方の大久保 - 榛原町間は、大久保地区の川崎小学校児童のための通学路線維持の要望により、榛原町からの補助により路線が維持された。
    - 菊川駅前 - 六郷小学校前 - 牛渕 - 上の原
    - 大久保 - 朝生橋 - 榛原町

  - 1977年（昭和52年）9月2日 - 榛原町が町営のスクールバスを6年間運行する覚書を地元と交わし、9月末を以って大久保 - 榛原町区間の運行が廃止された。[137][138][139]

### 牧の原線、牧之原線、牧ノ原線
- 運行系統および主要停留所
  - 須々木原経由：金谷駅 - 金谷中学校前 - 猪土井 -  大沢原 - 仁王辻 - 牧之原中学校前 - 丸尾原下 - 新野原 - 京松原 - 須々木原 - 園原 - 相良
  - 鬼女経由：金谷駅 - 金谷中学校前 - 猪土井 -  大沢原 - 仁王辻 - 牧之原中学校前 - 丸尾原下 - 新野原 - 京松原 - 鬼女新田 - 鬼女坂上 - 園 - 柳田 -栄町 - 相良
- 概説
  - 現在の県道69号相良大須賀線、県道242号浜岡菊川線、国道473号を経由して相良町と金谷駅を結ぶ路線として、大井川鉄道との競願交渉の決着により1958年（昭和33年）に開設された。1964年（昭和39年）には「鬼女新田線」を統合し、相良 - 京松原間が、旧道（県道69号）を経由する須々木原経由と新道（相良町道大原朝比奈線）を経由する鬼女経由の2系統での運行となった。
  - 1971年（昭和46年）にはマイカー普及により廃止検討対象路線となり、静岡県バス路線問題対策協議会での協議を経て金谷駅 -新野原間は「浜岡線」に、新野原 - 相良営業所区間は「相良平田線」および「鬼女新田線」に整理され廃止となった
- 沿革
  - 1958年（昭和33年）6月5日 - 1日4往復の運行を開始した。相良から須々木原、京松原を経由し、新野原 - 金谷駅区間は「浜岡線」と共通のルートであった。[65]
    - 金谷駅 - 金谷中学校前 - 猪土井 -  大沢原 - 仁王辻 - 牧之原中学校前 - 丸尾原下 - 新野原 - 京松原 - 須々木原 - 園原 - 相良

  - 1959年（昭和34年）10月16日 - 同日現在の時刻表では、目次は「牧の原線」、時刻表は「牧之原線」と表記されている。[28]
  - 1960年（昭和35年）12月1日 - 同同日現在の時刻表では朝昼晩の1日3往復に減便されている。なお「牧ノ原線」に表記が統一されている。
  - 1964年（昭和39年）5月1日 - 「鬼女新田線」の統合により須々木原経由と鬼女経由の2系統が設定された。
  - 1971年（昭和46年）12月21日 -「浜岡線」「相良平田線」および「鬼女新田線」に整理され廃止となった。[129]

### 相良掛川線
- 概説
  - 1953年（昭和28年）
    - - 現在の県道69号に沿って相良 - 平田間を掛川間まで延伸した「掛川・相良線」が開設された。
    - 9月 - 同月現在の時刻表では「掛川・相良線」の路線名で次の2系統が存在した。[64]
      - 菅山経由：相良 - 菅山入口 - 新野原 - 平田 - 応声院前 - 掛川
      - 北原経由：相良 - 北原 - 新野原 - 平田 - 応声院前 - 掛川

  - 1958年（昭和33年）12月5日 - 同日改正の時刻表では路線名は「相良掛川線」となっており、次の6系統が運行されていた。新野原までの区間系統は、菅ヶ谷経由下りがそのまま北原経由、北原経由がそのまま菅山経由となる実施的な循環系統であった。[65]
    - 相良 - 菅山入口 - 菅山小学校前 - 新野原 - 磯部 - 川上 - 棚草 - 平田 - 応声院前 - 連雀 - 掛川駅前
    - 相良 - 園原 - 京松原 - 北原 - 新野原 - 磯部 - 川上 - 棚草 - 平田 - 応声院前 - 連雀 - 掛川駅前
    - 相良 - 菅山入口 - 菅山小学校前 - 新野原 - 磯部 - 女学校前 - 南山 - 平田
    - 相良 - 園原 - 京松原 - 北原 - 新野原 - 磯部 - 女学校前 - 南山 - 平田
    - 相良 - 菅山入口 - 菅山小学校前 - 新野原
    - 相良 - 園原 - 京松原 - 北原 - 新野原

  - 1963年（昭和38年）3月31日 - 同日現在では次の南山までの区間系統を加え、次の10系統が存在した。
    - 相良 - 園原 - 京松原 - 北原 - 新野原 - 磯部 - 川上 - 平田 - 応声院前 -（ → 連雀 → / ← 神代地 ← ）- 掛川駅前
    - 相良 - 菅山入口 - 菅山小学校前 - 新野原 - 磯部 - 川上 - 平田 - 応声院前 -（ → 連雀 → / ← 神代地 ← ）- 掛川駅前
    - 相良 - 園原 - 京松原 - 北原 - 新野原 - 磯部 - 川上 - 平田
    - 相良 - 菅山入口 - 菅山小学校前 - 新野原 - 磯部 - 川上 - 平田
    - 相良 - 園原 - 京松原 - 北原 - 新野原 - 磯部 - 南山
    - 相良 - 菅山入口 - 菅山小学校前 - 新野原 - 磯部 - 南山
    - 相良 - 園原 - 京松原 - 北原 - 新野原
    - 相良 - 菅山入口 - 菅山小学校前 - 新野原

  - 1960年代 時期不詳 相良 - 平田間は菊川駅発着の「相良平田線」に、掛川 - 平田間は浜岡町を起終点とする「掛川平田線」に整理され「掛川平田線」は菊川営業所および掛川営業所の管轄となった。

### 相良千浜線
- 運行系統および主要停留所
  - 相良 - 園原 - 京松原 - 北原 - 新野原 - 磯部 - 女学校前 - 南山 - 千浜
- 概説
  - 1960年代初頭に「相良掛川線」の北原・南山経由を千浜まで延伸して開設されたが、1年ほどで「相良掛川線」と「御前崎線」の千浜経由に整理され廃止された。
- 沿革
  - 1960年（昭和35年）12月1日 - 同日現在の時刻表では相良 - 千浜間1日3往復、相良 - 南山の区間便が1日1往復の運行であった。[140]
  - 1961年（昭和36年）10月1日 - 南山 - 千浜 間が「御前崎線」に整理され「相良掛川線」に統合された。[141]

### 堀ノ内・相良線、相良平田線
- 概説
  - 大正時代に堀之内軌道運輸が開設した相良 - 堀ノ内駅前（現 菊川駅）間の路線と、昭和初期に藤相鉄道が開設した相良 - 平田 間の路線が統合され、戦後「堀ノ内・相良線」として再開された。
  - 1950年代前半には「掛川・相良線」と「御前崎線」に整理され一旦消滅したが、1960年代半ばに再び「相良平田線」として相良営業所 - 菊川駅間に直通運行が行われるようになった。
  - 利用者減少が進行した1970年代以降は通学路線として存続していたが「御前崎線」と「新野原線」に分断され、「新野原線」も1980年代末期～1990年代初頭に廃止されている。
- 沿革
  - 1926年（大正15年）9月15日 - 堀之内軌道運輸が堀之内 - 相良間の営業運行を開始した。
    - 堀之内 - 半済 - 西横地 - 平田 - 新野原 - 相良

  - 1934年（昭和9年）5月 - 藤相鉄道が「平田・相良線」を開設した。[60]
  - 1935年（昭和10年）7月 - 藤相鉄道が堀之内軌道運輸の乗合自動車事業を譲受し、堀之内 - 相良間の免許を承継した。
  - 1952年（昭和27年）12月1日 - 同日現在の静岡鉄道の時刻表では「堀ノ内・相良線」として次の4系統が運行されていた。相良-堀ノ内間が北原経由、菅山経由ともに1往復ずつ、平田までの区間系統が1往復ずつの1日4往復が運行されていた。[142]
    - 相良 - 北原 - 平田 - 堀之内
    - 相良 - 北原 - 平田
    - 相良 - 菅山 - 平田 - 堀之内
    - 相良 - 菅山 - 平田

  - 1953年（昭和28年）9月 - 相良 - 平田間を掛川間まで延伸した「掛川・相良線」が開設され、平田 - 菊川間を「御前崎線」に整理し一旦は消滅した。[64]
  - 1960年代半ば 時期不詳 -「相良掛川線」の掛川 - 平田間を「掛川御前崎線」に整理し、残る相良 - 平田間を「相良平田線」とし、かつての「堀ノ内・相良線」に相当する「御前崎線」を経由して菊川駅に乗り入れる系統が復活した。
  - 1967年（昭和42年）7月1日 - 同日現在の時刻表では菊川駅 - 相良営業所間の直通運行は朝晩の1日2往復のみとなっており、他は相良営業所 - 平田間の運行であった。[36]
  - 1972年（昭和47年）11月 - 同月現在の路線図では「相良平田線」には下記の系統が存在した。[47]
    - 菅山経由      ：相良営業所 - 栄町 - 菅山入口 - 菅山小学校前 - 菅山原 - 新野原辻 - 磯部 - 川上 - 棚草 - 平田 -上平川 - 東名菊川 - 菊川駅前
    - 鬼女新田経由：相良営業所 - 栄町 - 柳田 - 園 - 鬼女新田 - 京松原 - 北原 - 新野原 - 新野原辻 - 磯部 - 川上 - 棚草 - 平田
    - 須々木原経由：相良営業所 - 園原 - 須々木原 - 京松原 - 北原 - 新野原 - 新野原辻 - 磯部 - 女学校前 - 南山 - 平田

  - 1977年（昭和52年）2月 - 同月現在の路線図では南山経由が廃止されている。[106]
    - 菅山経由      ：相良営業所 - 栄町 - 菅山入口 - 菅山小学校前 - 新野原辻 - 川上 - 棚草 - 平田 -上平川 - 東名菊川 - 菊川駅前
    - 鬼女新田経由：相良営業所 - 園 - 鬼女新田 - 京松原 - 北原 - 新野原
    - 須々木原経由：相良営業所 - 須々木原 - 京松原 - 北原 - 新野原

  - 1980年代前半 時期不詳 - 菊川-平田間が「御前崎線」に、相良営業所 - 新野原辻間は「新野原線」に整理され廃止となった。 [76]

### 新野原線
- 運行系統及び主要停留所[76]
  - 菅山経由：相良営業所 - 栄町 - 菅山小学校前 - 新野原
  - 鬼女経由：相良営業所 - 園 - 鬼女新田 - 新野原
- 概説
  - 「相良平田線」の区間整理に伴って開設された路線である。狭隘区間を有する須々木原経由はワンマン化のため廃止され、菅山経由と鬼女経由のみとなった。実質は循環系統であったが、時刻表の上では新野原を起終点とし、外回りを新野原行（鬼女経由）→相良営業所行（菅山経由）、内回りを新野原行（菅山経由）→相良営業所行（鬼女経由）としていた。[143]
- 沿革
  - 1985年（昭和60年）4月8日 - 同日現在の時刻表では菅山→鬼女経由、鬼女→菅山経由がともに平日3本、土曜日のみ運行の鬼女→菅山経由が昼1本、日祝日は菅山→鬼女経由3本、鬼女→菅山経由1本が運行されていた。
  - 1987年（昭和62年）4月1日 - 同日現在の時刻表では、平日は菅山→鬼女経由3本、鬼女→菅山経由1本、日曜祝日が菅山→鬼女経由3本、鬼女→菅山経由0本に減便されている。
  - 1989年～1990年春頃 時期不詳 - 利用者減少により廃止された。

### 鬼女新田線
- 運行系統および主要停留所
  - 相良営業所 - 柳田 - 園 - 七曲 - 鬼女新田（きじょしんでん） - 鬼女中原 - 鬼女宮前 - 須々木入口 - 中原公民館 - 原公民館 - 園原 - 相良営業所
- 概説
  - 1963年（昭和38年）に相良町道大原朝比奈線の開通により、地元からの強い要望により新規開設された。[144]当初は相良営業所と朝比奈原間を結ぶ系統のみで、鬼女新田 - 朝比奈原間は「浜岡第一循環」が併行し、朝比奈原で「浜岡第二循環線」に接続していた。開設後1年ほどで「牧の原線」に統合されたが、1970年代前半には利用者減少により路線再編が行われ、「牧の原線」「浜岡第一循環線」を整理し新たに「鬼女新田線」として分離した。
  - 分離後は菊川営業所（浜岡営業所）との共管路線との共管となり、「浜岡循環線」や「相良平田線」と一部区間が重複していた。
  - 1990年代末期の規制緩和を前にした不採算路線の整理の際には地元相良町（現 牧之原市）の補助による自主運行路線となり、2010年代末期には市営バスに転換された。
- 沿革
  - 1963年（昭和38年）3月1日 - 1日5往復で運行が開始された。[145][146]
    - 相良営業所 - 栄町 - 柳田 - 園 - 大沢橋 - 七曲 - 鬼女坂上 - 鬼女新田 - 須々木入口 - 朝比奈原

  - 1964年（昭和39年）5月1日 -「牧の原線」の鬼女新田系統に統合され、一旦路線名としては消滅した。[147]
  - 1972年（昭和47年）11月 - 同月現在の路線図では「牧の原線」の廃止に伴い再び「鬼女新田線」として分離されている。
  - 1985年（昭和60年）4月8日 - 同日現在の時刻表では次の3系統が存在し、浜岡営業所との共管路線であった。平日昼のみの運行で須々木入口止まりの区間便も存在した。[148][76][149]
    - 京松原・新野原経由：  相良営業所 - 鬼女新田 - 京松原 - 新野原 - 浜岡北小 - 浜岡町 - 浜岡営業所
    - 朝比奈経由：  相良営業所 - 鬼女新田 - 朝比奈原 - 朝比奈幼稚園前 - 宮ヶ谷 - 浜岡町 - 浜岡営業所
    - 比木経由   ：  相良営業所 - 鬼女新田 - 朝比奈原 - 西原 - 比木幼稚園前 - 浜岡町 - 浜岡営業所

  - 1991年（平成3年）3月16日 - 同日改正の時刻表では相良営業所のみの管轄で平日3往復、全て須々木入口止まりとなっている。[150]
    - 相良営業所 - 柳田 - 園 - 七曲 - 鬼女新田 - 鬼女中原 - 鬼女宮前 - 須々木入口

  - 1998年（平成10年）6月 - 静岡鉄道から沿線に不採算路線として廃止の意向が伝えられた。
  - 1999年（平成11年）4月 - 自主運行路線として存続し、相良営業所を起点として8の字形の運行経路に整理された。純然たる通学路線であったため、朝1本のみの運行で学休日は運休となった。
  - 2019年（令和元年）5月21日 - 同年5月31日限りで「鬼女新田線」が運行終了となることが発表された。
  - 2020年（令和2年）4月7日 - 当路線をリニューアルした牧之原市営バス「鬼女・菅山線」が運行開始された。相良小学校及び菅山小学校開校日のみ運行する。マイクロバスでの運行のため、小学生が優先乗車する形をとる。

### 比木線
- 運行系統及び主要停留所
  - 浜岡営業所 - 浜岡町 - 比木幼稚園前 - 地代口 - 相良営業所 [76]
- 概説
  - 1934年（昭和9年）5月 - 藤相鉄道が「比木線」9月に「池新田線」を開設した記録が残るが詳しい運行経路は不明である。[60]
  - 1934年（昭和9年）12月1日改正の藤相鉄道の時刻表では、相良 - 池新田間を1日4往復運行していた。[10][11]
  - 1953年（昭和28年）の時刻表には「比木線」として1日3往復が掲載されているが、全て池新田（浜岡分区）からの往復運用であった。[64]
    - 池新田 - 比木 - 相良

  - 1958年（昭和33年）の時刻表では1日6往復となっており、相良営業所に移管され全て相良からの往復運用となっている。
    - 浜岡町 - 東町 - 比木学校前 - 比木口 - 須々木駅前 - 須々木本村 - 波津神社前 - 上波津 - 相良

  - 1971年（昭和46年） - 都市計画道路 井原・浜丁線（現・国道473号）開通により運行経路が変更された。
    - 浜岡町 - 東町 - 比木学校前 - 地代口 - 須々木 - 須々木海岸 - 波津 - 相良営業所

  - 1973年（昭和48年）3月3日 - 浜岡営業所の開設に伴い同営業所が起終点となった。
    - 浜岡営業所 - 浜岡町 - 東町 - 比木学校前 - 地代口 - 須々木 - 須々木海岸 - 波津 - 相良営業所

  - 1985年（昭和60年）の時刻表では平日5往復、日・祝日4往復に減便されている。[151]
  - 1990年（平成2年）8月現在の路線図からは既に消滅している。[67][152]

### 中部国道線B
- 運行系統及び主要停留所
  - 島田駅 - 六合駅 - 瀬戸新屋 - 藤枝駅前
- 概説
  - 1999年（平成11年）3月末で金谷駅 - 島田駅前間が廃止され、同区間が「金谷島田病院線」に吸収された。この時期は藤枝営業所島田支所から相良営業所への移行期にあたり、以降は藤枝営業所と相良営業所の共管路線となっていった。
  - 2003年（平成15年）3月末で島田駅前 - 六合駅間が廃止され、廃止区間は「湯日線」に承継された。

### 湯日線
- 運行系統及び主要停留所
  - 島田市民病院前 - はなみずき保健福祉センター - 島田市役所 - 島田駅前 - 本通三丁目 - 島田七丁目 - 御仮屋 - 栃山橋 - 六合駅前 - 六合駅南口 - 道悦島 - 谷口橋 - 色尾 - 月坂団地 - 湯日 - 本村
- 概説
  - 1958年（昭和33年）6月に「谷口線」と「初倉線」を整理して誕生した路線であり、島田営業所が管轄していた。当初は金谷駅 - 島田駅を結んでいたが、車両の大型化とワンマン化により路線を縮小していった。
  - 藤枝営業所島田支所を経て相良営業所に移管されたが2005年（平成17年）3月末の運行を以って廃止となり、相良営業所が受託する島田市自主運行バス「湯日線・大津線」に承継された。

### 島田市内線
- 運行系統及び主要停留所
  - 島田駅 - 島田市役所 - 中溝町 - 若松町西 - 稲荷町 - 大井神社 - 島田駅
- 概説
  - 島田営業所の管轄する路線であった。
  - 2009年3月限りで全線廃止となった。

### 島田学園線
- 運行系統及び主要停留所
  - 島田駅 - 若松町 - 島田学園前
- 概説
  - 島田営業所の管轄する路線であったが藤枝営業所島田支所を経て相良営業所に移管された。
  - 2009年（平成21年）3月限りで全線廃止され、島田市自主運行バス「田代の郷温泉線」に承継された。

### 空港・新金谷線（富士山静岡空港金谷線）
- 系統及び停車停留所
  - 蓬莱橋 - 島田駅南口 - 島田市博物館 - 新金谷駅
- 概説
  - 富士山静岡空港（株）が金谷駅・新金谷駅方面からのアクセスバス路線として2019年より実証運行開始した。大鉄アドバンスに運行委託している。
  - 2022年3月27日のダイヤ改正により、新金谷駅 - 蓬莱橋間を延伸した。この時から、しずてつジャストラインも運行受託していた。2025年現在、大鉄アドバンスの単独受託となっている。
  - 蓬莱橋 - 富士山静岡空港間の全区間を運行する便と新金谷駅 - 富士山静岡空港間の区間便は大鉄アドバンスが運行している。
  - この路線はしずてつジャストラインホームページでは案内されていなかった。

## 方向幕
- 基本的に静岡市内に乗り入れる特急静岡相良線を除いては系統番号が振られていない。故に行き先表示のみの案内となっている。
- 以前静岡市内の営業所所属時に方向幕をLED表示器に交換した車両は、相良営業所に転属してきてもLED表示器をそのまま使用している。
- 島田市自主運行バスの専用車のみ幕式を使用している。

## 車両概況
- いすゞ・日野・三菱・日産ディーゼルを使用しているが、一般路線車ではいすゞ、高速路線車では日野が圧倒的に多い。
- 特急静岡相良線を擁する関係上、観光バスタイプの車両が多く配属されている。
- 島田市コミュニティバスにはリエッセなどの専用の車両が使用されるほか、「島田金谷病院線」や「島田静波線」などで使われる通常の車両が充当されることがある。[注 3]